# Puhl & Wagner

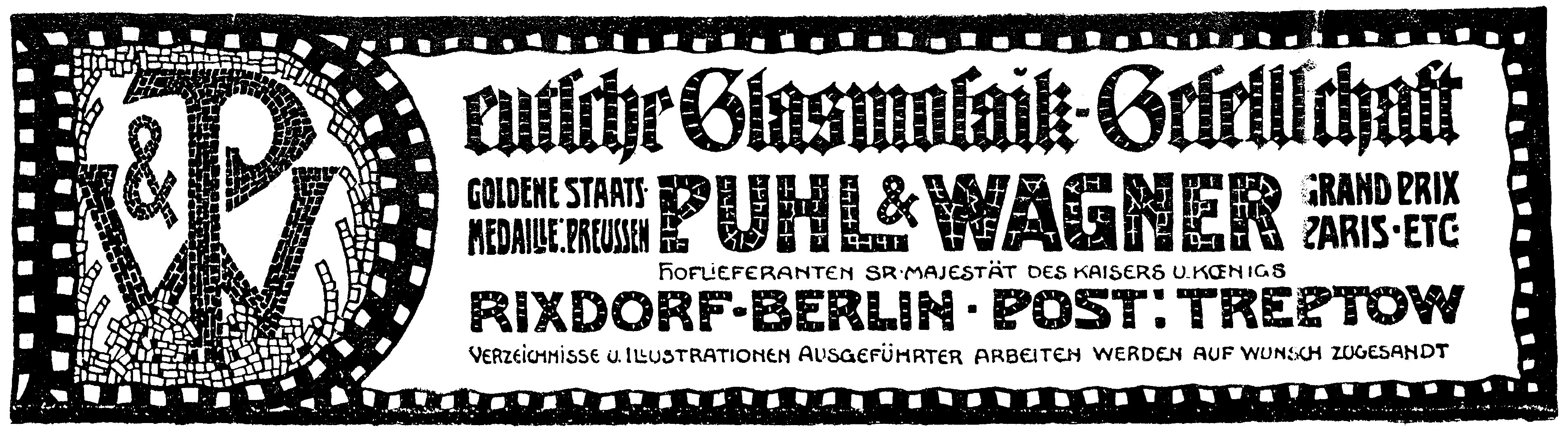
Annonce von Puhl & Wagner in der Deutschen Bauzeitung, 1905

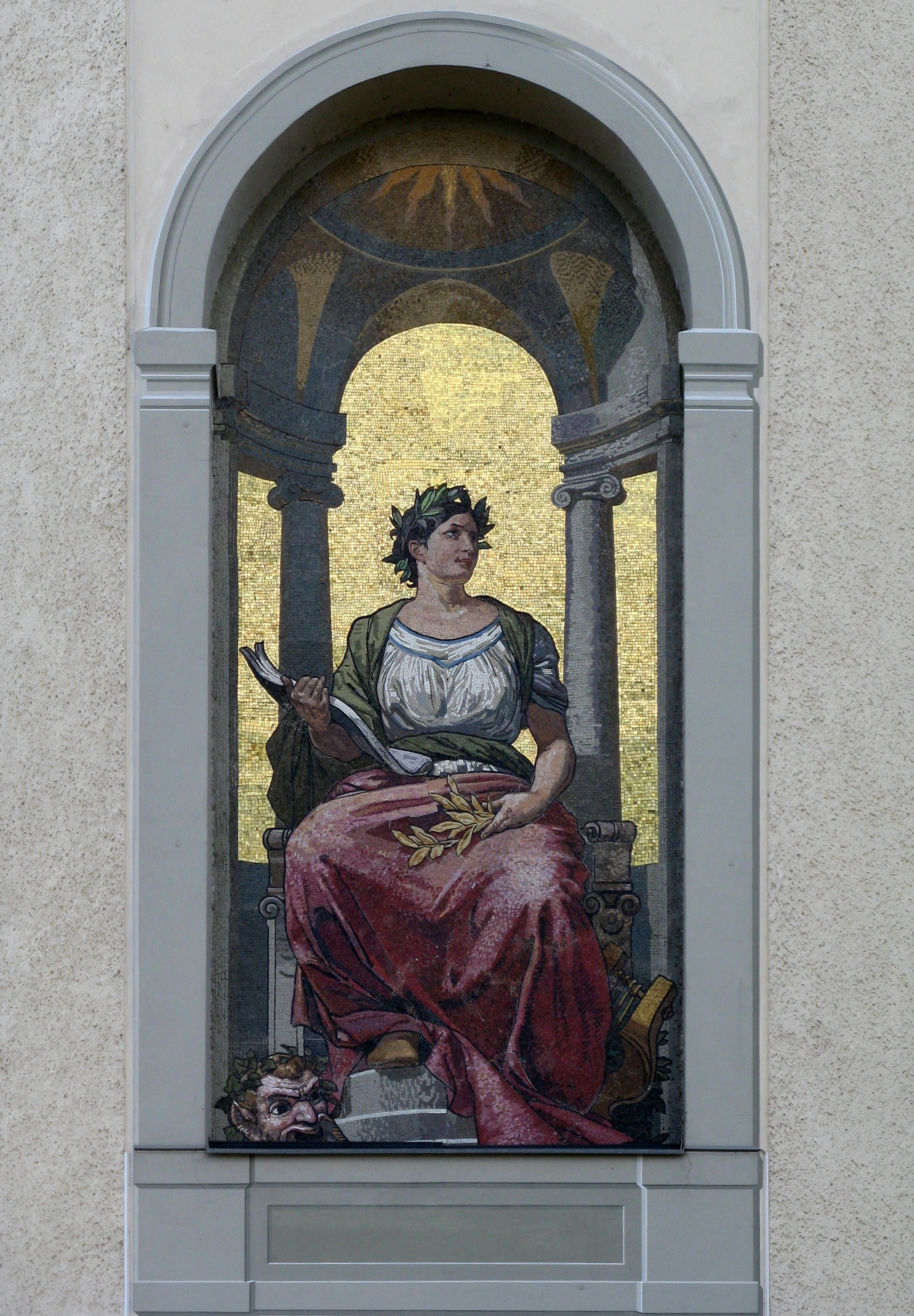
Die Muse der Kunst – Reklamemosaik von Puhl & Wagner für das Neue Theater in Berlin

Das 1889 vom Ingenieur Fritz Puhl (* 1856) und dem Kaufmann August Wagner (1866–1948) in Verbindung mit dem Maler Wilhelm Wiegmann gegründete Unternehmen Puhl & Wagner mit Stammsitz in Berlin-Neukölln war der bedeutendste und größte deutsche Hersteller von Glasmosaiken und Glasmalereien. Die eigene Glashütte machte Puhl & Wagner unabhängig von der Lieferung von Mosaiksteinchen durch die italienischen Konkurrenten, und ein neues Setzverfahren erlaubte die kostengünstige Produktion von Mosaiken. Die zunächst auf 15 Jahre angelegte Fusion mit Gottfried Heinersdorffs Kunstanstalt für Glasmalerei, Bleiverglasungen und Glasmosaik im Frühjahr 1914 versprach eine künstlerische Erneuerung, da ihr Gründer der Reformbewegung Deutscher Werkbund nahestand. Die wirtschaftlich schwierige Lage während des Ersten Weltkriegs und der Nachkriegszeit brachten das stark von staatlichen und kirchlichen Aufträgen abhängige Unternehmen nahe an den Zusammenbruch, Exportaufträge sicherten das Überleben. Ein seit Mitte der 1920er Jahre schwelender Konflikt zwischen den beiden Gesellschaftern August Wagner und Gottfried Heinersdorff führte 1933 zum Ausscheiden Heinersdorffs, der – von den Nationalsozialisten zum „Halbjuden“ erklärt – das Unternehmen verlassen musste. Damit endeten die Reformbemühungen. Das, mittlerweile in August Wagner, vereinigte Werkstätten für Mosaik und Glasmalerei umbenannte, Unternehmen, wegen der Lieferungen für die Bauten der „Welthauptstadt Germania“ sogar zum „kriegswichtigen Betrieb“ erklärt, lieferte Ausstattungen für zahlreiche Bauten der Nationalsozialisten. Reparaturarbeiten, aber auch Neuaufträge, ermöglichten in der Nachkriegszeit zunächst die Weiterführung des Betriebs in West-Berlin. Das geschwundene Auftragsvolumen führte 1969 zur Liquidation des Unternehmens, und das architektonisch bedeutende Fabrikgebäude des Architekten Franz Schwechten wich 1972 dem Straßenbau.

## Renaissance der Glasmosaiken im 19.Jahrhundert
Die spätantike und mittelalterliche Mosaikkunst mit ihren beeindruckenden Leistungen in Rom, Ravenna, Venedig oder auf Sizilien war im 18. Jahrhundert endgültig erloschen. Mit dem erwachenden Interesse für historische Baustile im 19. Jahrhundert wuchs auch das Interesse an Mosaiken. In Preußen erwarb der kunstinteressierte König Friedrich Wilhelm IV. 1834 das Apsismosaik der abgebrochenen Kirche San Cipriano auf der Insel Murano bei Venedig und ließ es in der Potsdamer Friedenskirche einbauen. Der Baustil der frühchristlichen und byzantinischen Kirchen stand in den Augen des Königs für seine politisch-religiöse Überzeugung mit seinem unerschütterlichen Glauben an das Gottesgnadentum seiner Herrschaft. Viele von ihm in Auftrag gegebenen Kirchenbauten, wie St. Nikolai in Potsdam oder die Kapelle des Berliner Stadtschlosses, zeigen im Inneren byzantinische Stilelemente. An die Stelle der Goldmosaiken der Vorbilder traten aber als Ersatz Malereien auf Goldgrund, da die Technik der Mosaikherstellung verloren war.
In Venedig mit seiner bedeutenden Glastradition, wo sich die Mosaikkunst am längsten gehalten hatte, gelang Antonio Salviati Mitte des 19. Jahrhunderts die Wiederbelebung der Mosaiktechnik durch die Rationalisierung des zeit- und lohnintensiven Setzverfahrens. Die Rationalisierung machte Mosaiken billiger und erschwinglich und so wuchs der Bedarf an „dauerhafter Malerei und Dekoration“, mit denen die Mosaiken assoziiert wurden – zuerst für Kircheninnenräume aber auch schnell für neue Anwendungsgebiete wie Häuserfassaden.
Bis in die 1890er Jahre musste in Berlin zur Ausführung von Glasmosaiken auf die italienischen Mosaikkünstler von Antonio Salviati zurückgegriffen werden. 1873 zum Beispiel fertigte Salviati das Mosaik im Sockel der Berliner Siegessäule nach dem Entwurf von Anton von Werner und 1886 das von Otto Lessing entworfene Deckenmosaik in der Eingangshalle des (im Zweiten Weltkrieg zerstörten) Museums für Völkerkunde. Selbst die Glasmosaiken mit den Allegorien der Kulturen und Künste an der Fassade des Berliner Kunstgewerbemuseums, das die Leistungsfähigkeit des deutschen Kunsthandwerks und Kunstgewerbes demonstrieren sollte, lieferte zwischen 1879 und 1881 Antonio Salviati.

## Unternehmensgeschichte

### Vom Atelier für Dekorationsmalerei zur Deutschen Glasmosaiken-Anstalt

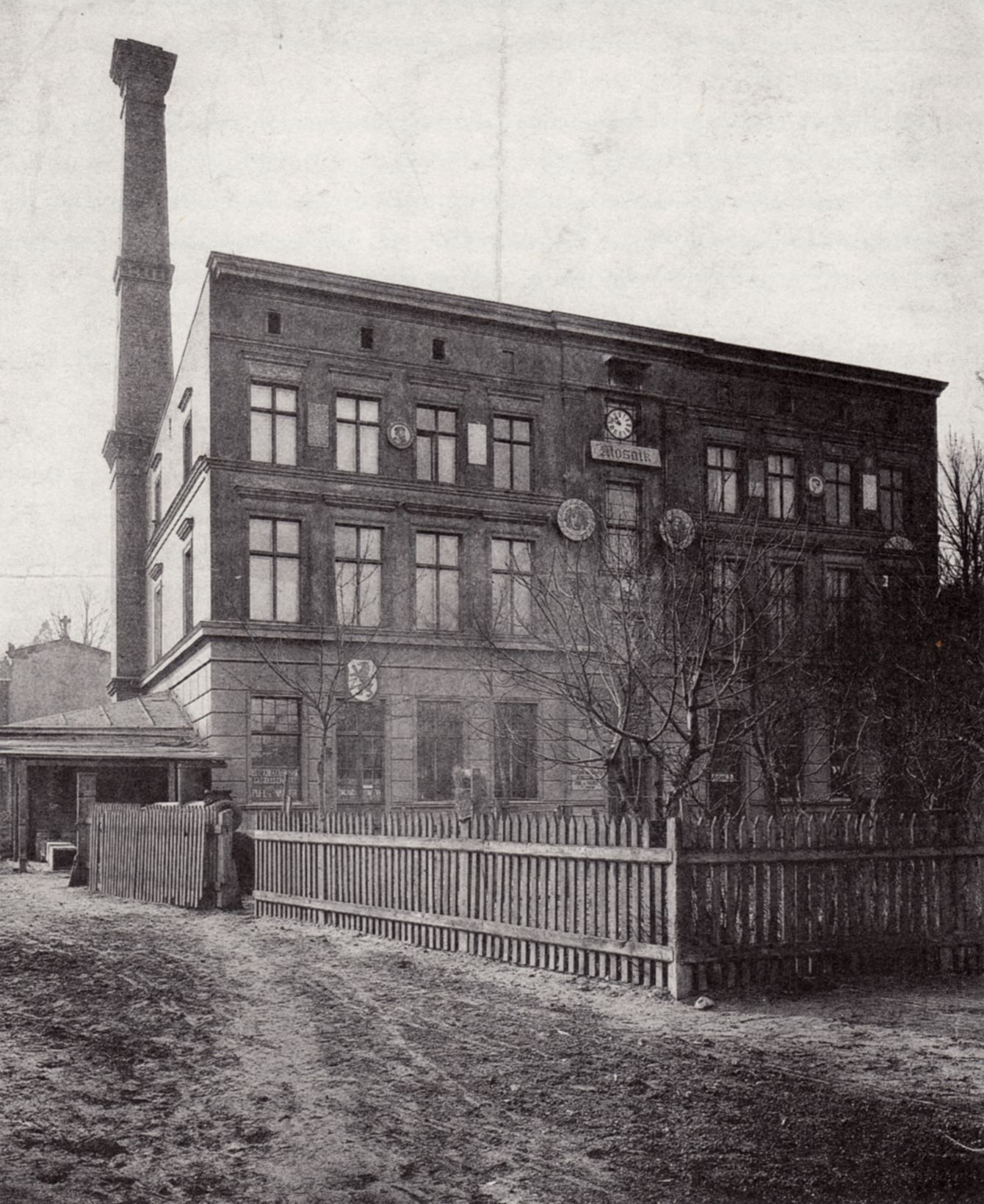
Das Werkstattgebäude an der Berliner Straße, um 1900

Bereits 1886 hatte der 20-jährige Kaufmann August Wagner mit dem an der Berliner Akademie der Künste ausgebildeten 35-jährigen Kunstmaler Wilhelm Wiegmann ein Atelier für Dekorationsmalerei gegründet. Neben Dekorationen für Innenräume führten Puhl & Wagner auch Fassadenmalereien aus und machten schnell die Erfahrung mit ihrer geringen Beständigkeit. Auf ihrer Suche nach einer dauerhafteren Technik stießen sie auf die Glasmosaiken, deren Herstellung sie zu kopieren und damit das italienische Monopol zu brechen versuchten.
Das Setzverfahren war einfach zu kopieren. So konzentrierten sich die beiden zunächst auf den Glasherstellungsprozess – schließlich galt es, mit der jahrhundertealten Tradition Venedigs und den gut gehüteten Werkstattgeheimnissen seiner Glashütten in Konkurrenz zu treten. Wiegmanns Schwager, der Ingenieur Friedrich Puhl, brachte das notwendige technische Wissen ein. In einer alten Schmiedewerkstatt an der Ackerstraße im Berliner Norden und ab 1889 in Rixdorf, dem heutigen Berlin-Neukölln, unternahmen sie mit dem ungenutzten Ofen eines Messinggießers unzählige Schmelzversuche. Weitere Unterstützung fanden sie in Julius Lessing, dem ersten Direktor des Berliner Kunstgewerbemuseums, der die Versuche begleitete. Nach einem Jahr beherrschten sie das Herstellungsverfahren so weit, dass die ersten Probearbeiten angefertigt werden konnten. Mit dem Abschluss der Versuche verfügten die drei über ein witterungsbeständiges Glasmaterial mit einer standardisierten und reproduzierbaren Farbskala als Grundlage für die Aufnahme der regulären Produktion. Im Oktober 1889 schlossen sie sich zur Deutschen Glasmosaik-Anstalt von Wiegmann, Puhl und Wagner zusammen und ließen vom Glashütten-Ingenieur Robert Dralle auf einem gemieteten Fabrikgrundstück an der Berliner Straße 97/98 einen Hafenofen mit vier Häfen von je 50 bis 60 Kilogramm Inhalt errichten, der im Dauerbetrieb zur Hälfte mit Gas, zur Hälfte mit Kohle befeuert wurde. Nach einer Umnummerierung der Straße 1895 erhielt das Grundstück in der Nähe des Hermannplatzes die neue Nummer 7–9.

### Einflussreiche Förderer, Erfolg und Wachstum

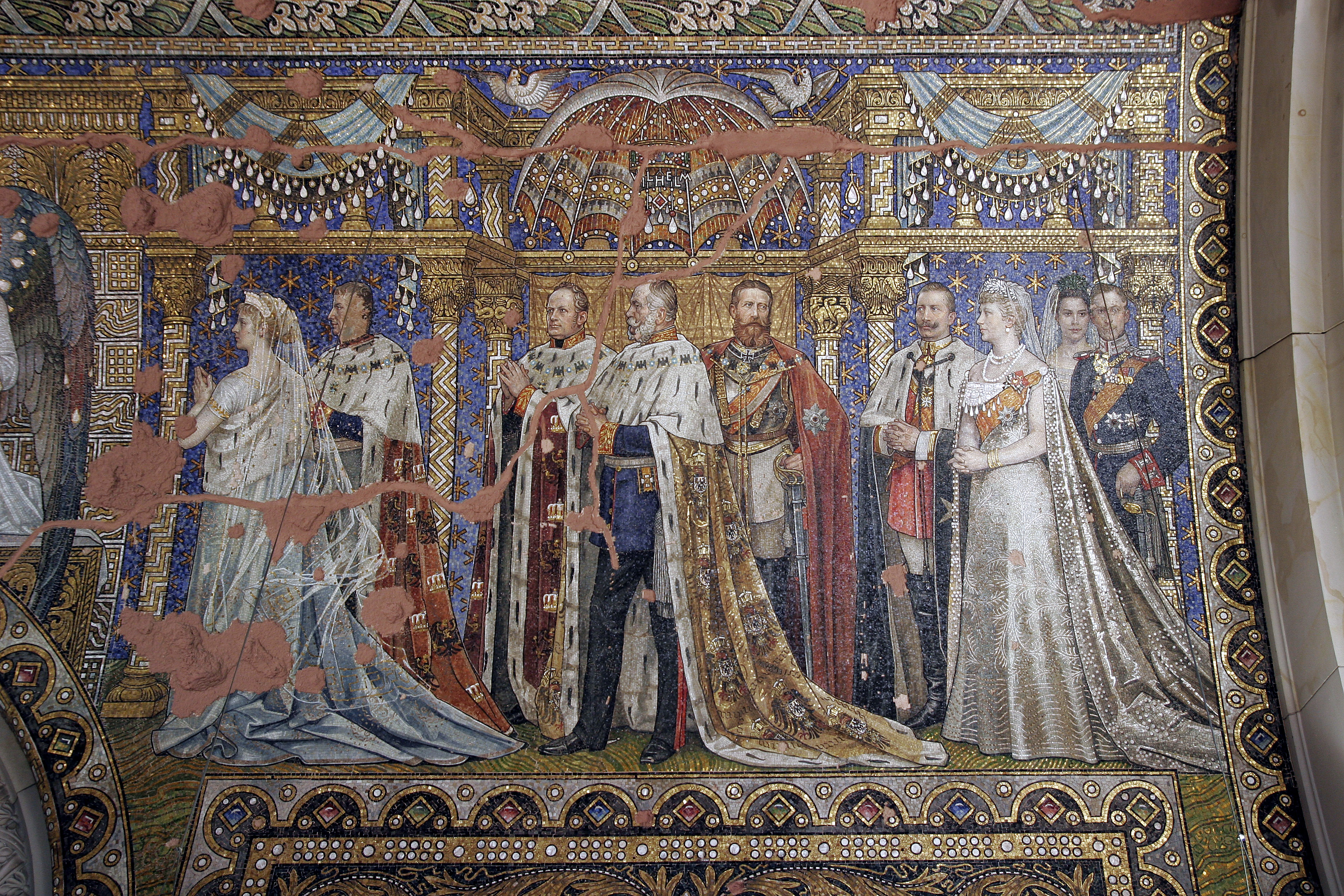
Mosaik in der Vorhalle der Kaiser-Wilhelm-Gedächtniskirche

Das junge Unternehmen fand einflussreiche Förderer. Der Vizepräsident des Preußischen Abgeordnetenhauses, Clemens August Freiherr Heereman von Zuydwyck, regte in der Sitzung vom 24. Februar 1893 an, dass bei Staatsbauten, wo ein Schmuck nothwendig ist, auch seitens der Regierung auf die Anwendung von Mosaik Bedacht genommen werde. Aber auch der ganzen Oeffentlichkeit empfahl er, ihr Augenmerk und ihr Wohlwollen auf den Schmuck von Mosaik zu richten, man müsse sich nicht mehr nach Venedig wenden, um solche Arbeiten zu bekommen, sondern habe nun die Gelegenheit, diesen Zweig des Kunstgewerbes im Inland zu fördern. Den größten Förderer aber fand Puhl & Wagner in Kaiser Wilhelm II., der das Rixdorfer Unternehmen bei zahllosen Staatsaufträgen hinzuzog, unter anderem für die 2740 m² Mosaikfläche in der Kaiser-Wilhelm-Gedächtniskirche. Im Dienste der Außenpolitik erhielt Puhl & Wagner Aufträge wie für den Deutschen Brunnen auf dem Hippodrom in Istanbul, ein Geschenk Kaiser Wilhelms II. an den Sultan Abdülhamid II., oder für die Himmelfahrtkirche in Jerusalem. 1901 verlieh der Kaiser dem Unternehmen als Zeichen seiner Wertschätzung den Titel Hoflieferant Seiner Majestät Des Kaisers Und Königs.
Die Zahl der Arbeiter wuchs bis 1896 auf 30–40 Mosaikarbeiter, und man musste sogar italienische Arbeiter anwerben, um rascher genügend weitere Arbeiter auszubilden. Trotzdem versuchte sich Puhl & Wagner neben den Glasmosaiken in anderen Geschäftszweigen – das Berliner Adressbuch 1895 verzeichnet neben der Glasmosaikabteilung auch eine zweite Abteilung für Kunstmarmor und Terrazzo.
Nach einer Studienreise nach Italien und Sizilien 1896 eröffnete Wilhelm Wiegmann ein eigenes Unternehmen in den Stadtbahnbögen 483–487 beim Bahnhof Tiergarten, das Mosaik-Atelier Wilhelm Wiegmann. Bereits im Folgejahr firmierte es in Deutsche Glasmosaik-Gesellschaft Wilhelm Wiegmann um. Auch das Rixdorfer Unternehmen änderte die Firma in Deutsche Glasmosaik-Gesellschaft Puhl & Wagner. Mit dem Namenswechsel war ein Wechsel der Besitzverhältnisse verbunden, denn das Berliner Adressbuch 1897 nennt nun nur noch Friedrich Puhl und August Wagner als Inhaber.
Von den verbliebenen Partnern übernahm August Wagner die kaufmännische Leitung und die Akquisition neuer Aufträge, während Friedrich Puhl als technischer Leiter die Herstellung der Glasmassen und Mosaiken überwachte. In seinen Aufgabenbereich fiel auch die Forschung und Entwicklung neuer Produkte, etwa neuer Farbnuancen der Gläser oder verbesserter Zementmassen zur Befestigung der Mosaiken.

### Neubau des Fabrikgebäudes in Rixdorf

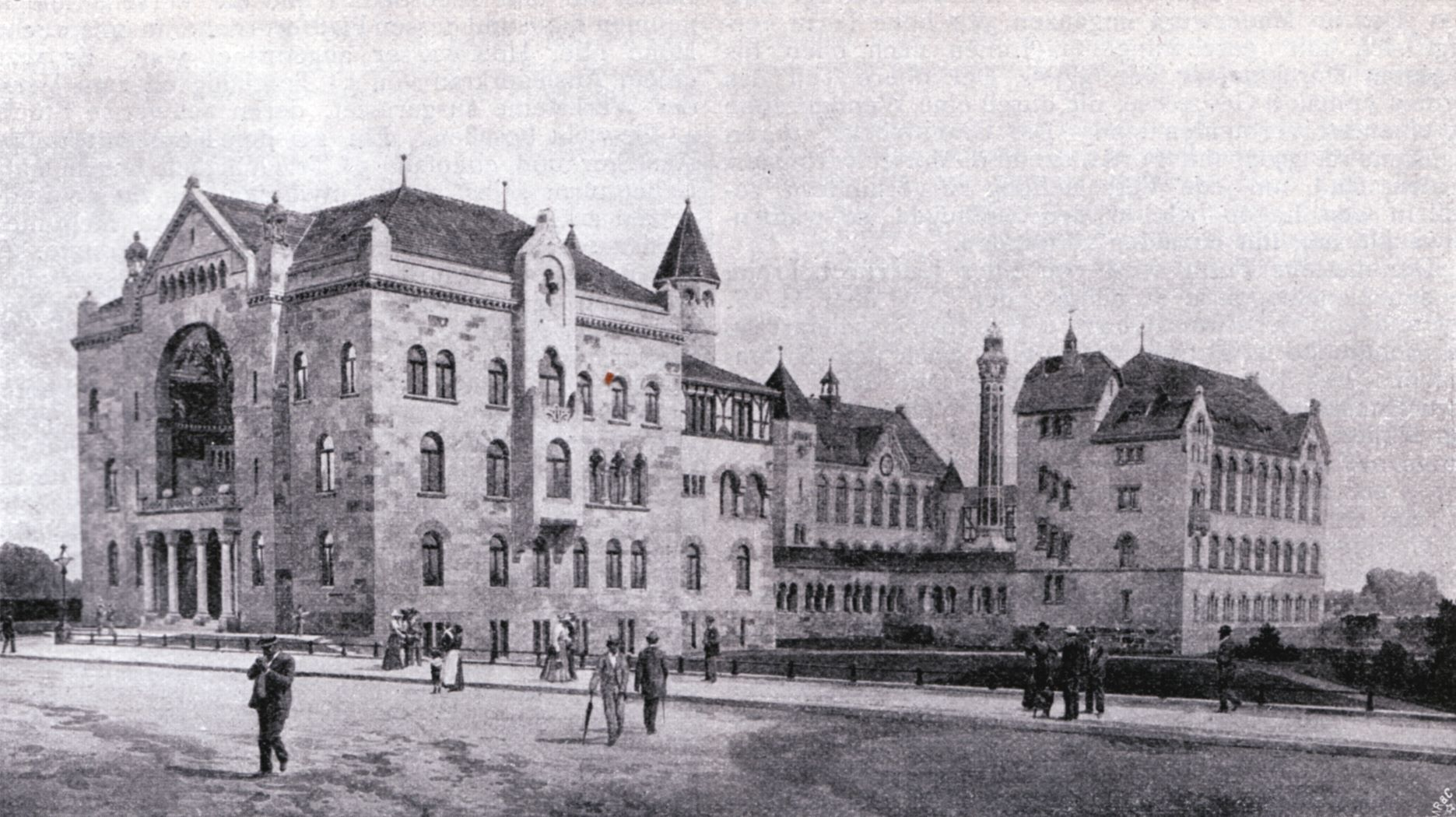
Entwurf Franz Schwechtens für den Neubau der Kunstwerkstatt der „Deutschen Glasmosaik Anstalt“ Puhl & Wagner; im Hof der Schornstein des Glasschmelzofens

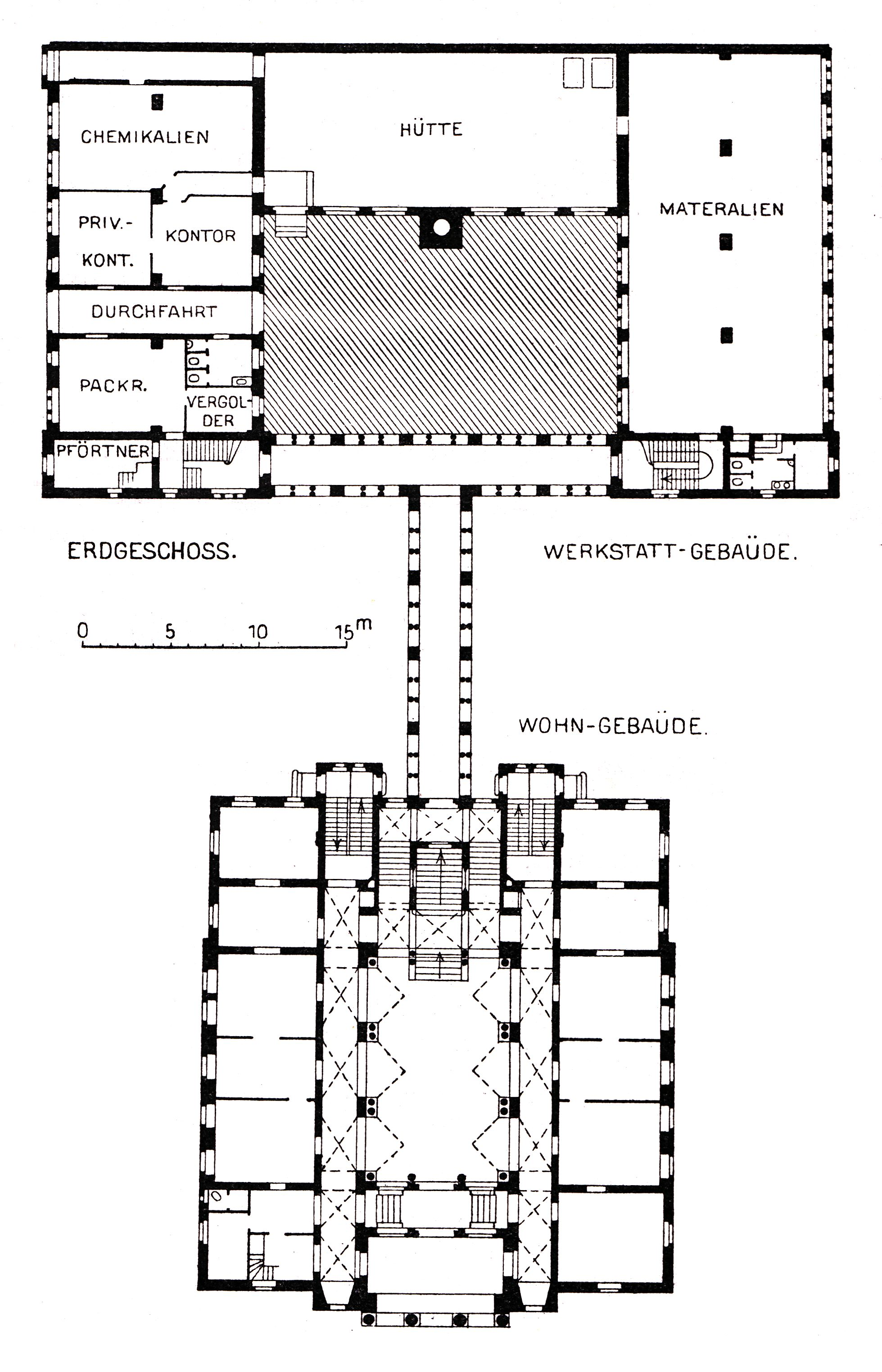
Grundriss der Werkstätten

Um die Jahrhundertwende hatte die städtische Bebauung der stetig wachsenden Großstadt Berlin den Hermannplatz erreicht. Eine Erweiterung am bisherigen Standort war daher nicht möglich; zudem erlaubte der wirtschaftliche Erfolg des Unternehmens den Erwerb eines eigenen Grundstücks für den Neubau. Dieses fand sich an der Kiefholzstraße 72–75 wiederum in Rixdorf, nahe der Ringbahn und an der Grenze zu Treptow. Man beauftragte 1903 den renommierten Architekten Franz Schwechten mit dem Neubau der Werkstätten. Der vom Kaiser hochgeschätzte Schwechten hatte bereits bekannte Bauten wie den Anhalter Bahnhof oder die Kaiser-Wilhelm-Gedächtniskirche mit den einrahmenden romanischen Häusern am Auguste-Viktoria-Platz, dem heutigen Breitscheidplatz, entworfen.
Auch im Auftrag von Puhl & Wagner wählte er neuromanische Formen. Auf der Parzelle plante er in großzügiger und lockerer Bebauung im hinteren Teil die eigentliche Fabrik und vorgelagert an der Kiefholzstraße ein Verwaltungs- und Wohngebäude. Eine ausgedehnte Gartenanlage sollte die Gebäude umfassen. Vom Gesamtentwurf kam 1904 lediglich der Fabrikbau zur Ausführung.
Die Bauten des Fabrikkomplexes gruppierten sich um den rechteckigen Innenhof. Ein an einen Kreuzgang erinnernder Bogengang, in den nach den ursprünglichen Plänen ein vom Wohngebäude herkommender, gleichgestalteter Verbindungsgang münden sollte, schloss den Hof gegen die Straßenseite ab. Die Kapitelle, wie auch das mittlere Gewölbefeld, an dem der Verbindungsgang zum Wohngebäude einmünden sollte, bedeckten Glasmosaiken aus eigener Produktion. An der gegenüberliegenden Hofseite lag die eingeschossige Glashütte mit dem hoch aufragenden Schornstein des Glasschmelzofens, vollständig überzogen mit farbigen Mosaiken nach Entwürfen Hermann Schapers. Das weithin sichtbare Wahrzeichen der Fabrik diente so gleichzeitig als wirksamer Werbeträger für die Produkte von Puhl & Wagner.
Die beiden anderen Seiten des Hofes schlossen zwei dreigeschossige Fabrikflügel ab. Der rechte Flügel nahm im Erdgeschoss das Lager für die Gläser und Glasmosaiksteinchen auf und war direkt mit der Glashütte verbunden. Der Zeichensaal im ersten und der überhohe Setzersaal im zweiten Obergeschoss nahmen wie das Lager die gesamte Etage ein, gut beleuchtet durch die großen Rundbogenfenster. Ein anschließender, als Turm ausgebildeter Infrastrukturteil nahm Treppenhaus, Toiletten und das Büro des Direktors sowie eine alle Etagen verbindende Warenliftanlage ein. Eine Glasmosaik-Sonnenuhr im Giebel über der Mittelachse der Hoffassade demonstrierte wiederum die Anwendung der Produkte von Puhl & Wagner.
Eine Durchfahrt zum Hof durchschnitt das Erdgeschoss des linken Flügels. Im Erdgeschoss und ersten Obergeschoss fanden weitere Einrichtungen der Fabrik wie Tischlerei und Packerei für den Versand der fertigen Mosaiken und Glasfenster, Chemikalienlager, Kontor, Garderoben und Erfrischungsraum Platz. Während die unteren Geschosse in viele kleinere Räume unterteilt waren, nahm der Ausstellungsraum die gesamte dritte Etage ein. Im überhohen Raum ließen sich auch große Arbeiten präsentieren und die Besucher bekamen von einer erhöhten Galerie einen besseren Überblick. Große, und wie beim gegenüberliegenden Trakt gestaltete Rundbogenfenster, sorgten für gute Beleuchtung.

### Fusion zu den Vereinigten Werkstätten für Mosaik und Glasmalerei Puhl &Wagner, Gottfried Heinersdorff

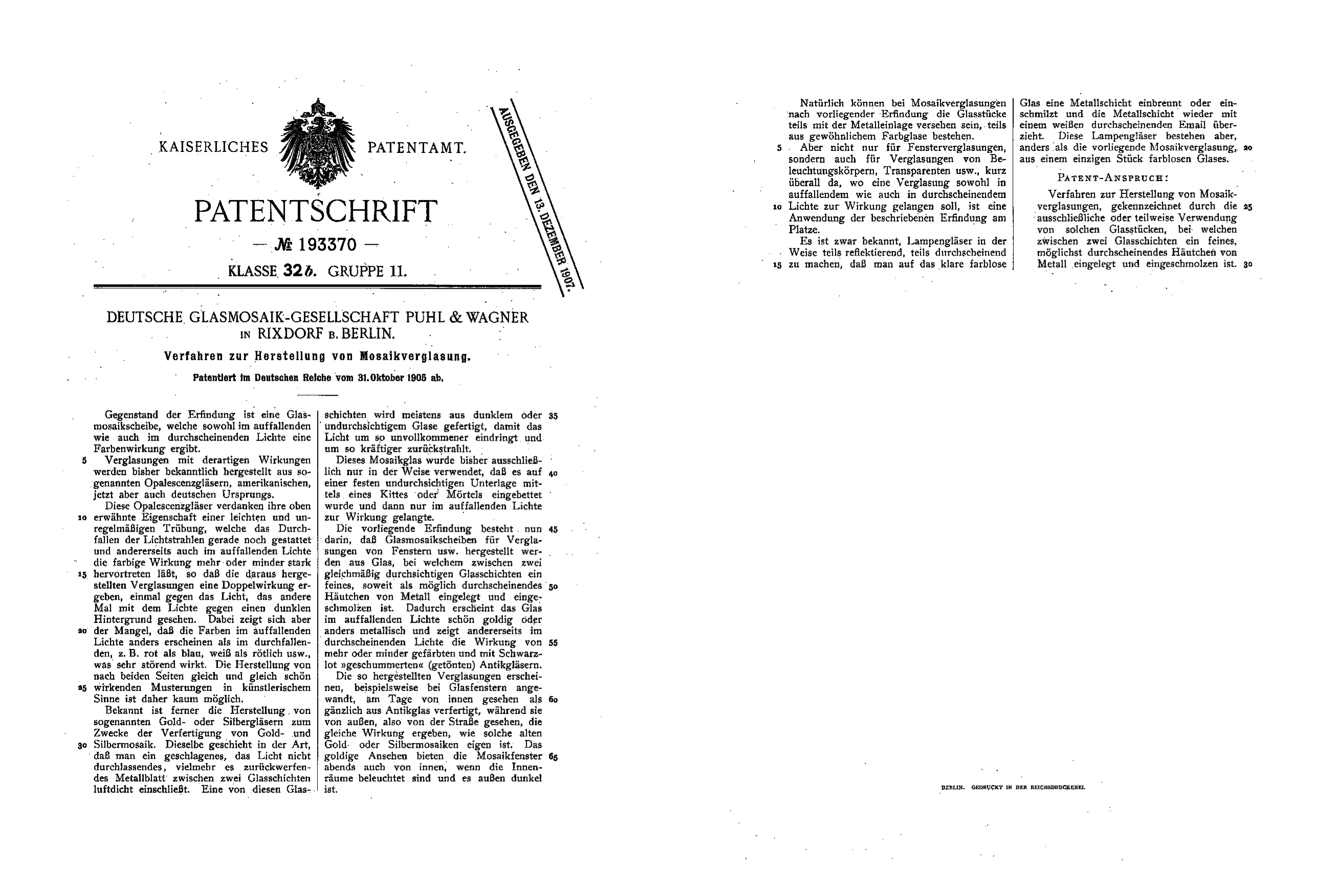
Die Patentschrift für das Verfahren zur Herstellung von Mosaikverglasung

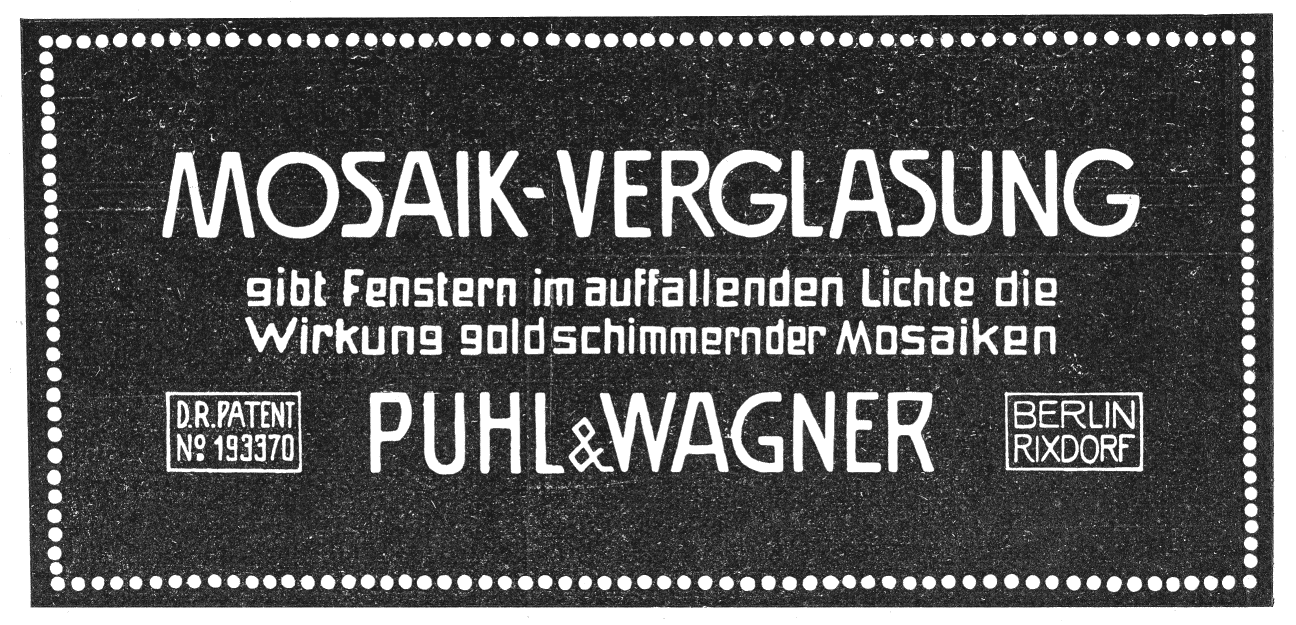

Per 1. April 1914 fusionierten die Deutsche Glasmosaikanstalt Puhl & Wagner mit Gottfried Heinersdorff, Kunstanstalt für Glasmalerei, Bleiverglasungen und Glasmosaik zu den Vereinigte Werkstätten für Mosaik und Glasmalerei Puhl & Wagner, Gottfried Heinersdorff. Heinersdorff zog mit seinem Betrieb in das Fabrikgebäude von Puhl & Wagner an der Kiefholzstraße. Er stand dem 1907 gegründeten Deutschen Werkbund nahe. In dieser aus der Überwindung des Historismus entstandenen Reformbewegung des Kunstgewerbes hatte er sich den Ruf eines Reformers der Glasbildkunst erworben und verfügte über hervorragende Kontakte zu Künstlern wie Henry van de Velde, Hans Poelzig, Lyonel Feininger und Heinrich Vogeler oder zum Kunstmäzen Karl Ernst Osthaus, Gründer des Museums Folkwang. Bei der Fusion drängte Wagner seinen bisherigen Sozius Friedrich Puhl, mit dem er 26 Jahre zusammengearbeitet hatte, aus dem Unternehmen. Die neuen Inhaber, der knapp 50-jährige August Wagner und der 31-jährige Gottfried Heinersdorff, schlossen einen Gesellschaftervertrag für vorerst 15 Jahre.
Die Gründe und Motive für die Fusion von Puhl & Wagner mit dem wesentlich kleineren Betrieb Heinersdorffs waren vielschichtig. Einerseits produzierten beide Firmen seit 1908 die gleichen Produkte – Heinersdorff, dessen Vater bereits erfolgreich eine Glasmalerwerkstatt betrieben hatte, stellte seit 1908 zusätzlich Glasmosaiken her und Puhl & Wagner betrieb seit 1908 eine eigene Glasmalereiabteilung unter Leitung des Malers Adolf Becker. Die Einrichtung dieser Abteilung erfolgte wohl im Zusammenhang mit der Erfindung des „Mosaikglases“, zu dessen Herstellung der Rixdorfer Betrieb seit 1905 das Reichspatent Nr. 193370 besaß. Herkömmliche Gläser wirken nur bei durchfallendem Licht farbig. Bei den Mosaikgläsern bewirkt ein zwischen zwei Glasschichten eingeschmolzenes Metallhäutchen, dass die Farbwirkung sowohl bei auffallendem wie bei durchfallendem Licht eintritt. Mit der Vereinigung konkurrierten die Betriebe nicht mehr. Puhl & Wagner profitierte von den langjährigen Erfahrungen und Beziehungen der Glasmalerwerkstatt Heinersdorffs, während dieser das Glasmosaik-Patent frei nutzen konnte. Andererseits versprach die Fusion auch eine künstlerische Erneuerung und Lösung von den historistischen Vorbildern durch die guten Verbindungen Heinersdorffs zum Werkbund. Sicher war für Heinersdorff auch der Zugriff auf die eigene Glashütte von Puhl & Wagner attraktiv.

### Wirtschaftliche Schwierigkeiten im Ersten Weltkrieg
Der Ausbruch des Ersten Weltkriegs im Fusionsjahr verschlechterte die Auftragslage des im Luxusgütersektor tätigen und von staatlichen und kirchlichen Aufträgen abhängigen Unternehmens einschneidend. Mit einer Mappe Heldenehrung, die Entwürfe von Künstlern wie César Klein oder Jan Thorn Prikker für Mosaik-Gedenktafeln und Gedenkfenster für Kirchen oder Friedhöfe enthielt, versuchte man die heikle kommerzielle Auswertung der Gefallenenlisten, die bald von den Schlachtfeldern des Krieges eintrafen. Auch der Kaiser wurde um Hilfe gebeten – ein 1916 an Wilhelm II. gesandter Brief schilderte eindringlich die durch den Wegfall der kaiserlichen Aufträge ernsthaft bedrohte Existenz des Unternehmens. Sein Antwortschreiben vom 8. September 1916, in dem er „sehr beklagen würde“, wenn es nicht gelänge, das „um die Deutsche Kunst und das Deutsche Kunstgewerbe hochverdiente Institut während der Kriegszeit nicht aufrecht zu erhalten“, wurde als „Kaiserbrief“ verschiedenen Architekten, Museumsdirektoren und Künstlern weitergeleitet, in der Hoffnung, mit der kaiserlichen Schützenhilfe Aufträge zu erhalten.

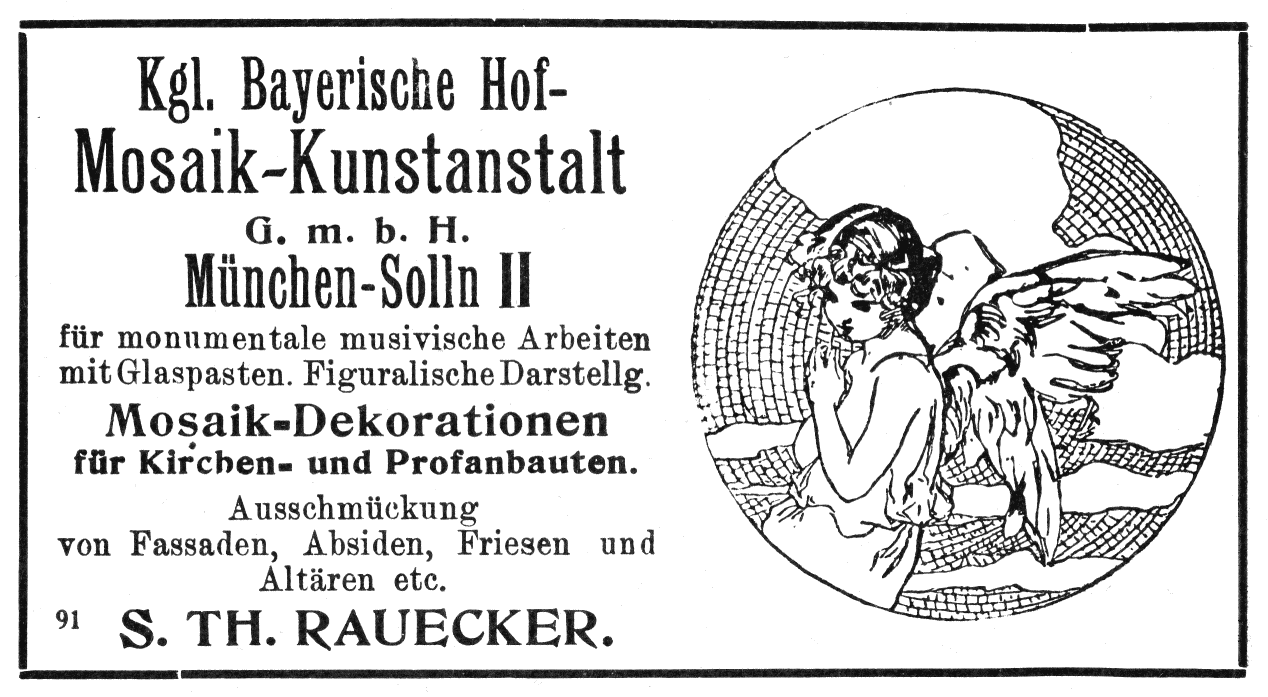
Inserat der Königlich Bayerischen Hofmosaik-Kunstanstalt

Bereits am 27. Oktober 1916 wandte sich das Unternehmen erneut an den allergnädigsten, grossmächtigsten Kaiser, König und Herrn und bat um die Verleihung des Titels Hofmosaik-Kunst-Anstalt und Hofglasmalerei Seiner Majestät. Einerseits war das alte Prädikat mit der Fusion 1914 verloren gegangen, weil Heinersdorffs Gesellschaft keines besaß, andererseits bot der geplante Zusammenschluss mit der Königl. Bayerischen Hofmosaik-Kunstanstalt, Prof. Theodor Rauecker den Vorwand, statt des bisherigen Prädikates Hoflieferant eine den Münchner Werkstätten gleichgestellte Bezeichnung zu fordern. Im letzten Kriegsjahr 1918 erfolgte dann tatsächlich die Fusion von Puhl & Wagner mit der in den 1890er Jahren gegründeten Königlich Bayerischen Hofmosaik-Kunstanstalt, die künftig als Vereinigte Werkstätten für Mosaik und Glasmalerei, München-Solln firmierte. Mit dem Zusammengehen erhielt das Unternehmen eine zweite Produktionsstätte und konnte den einzigen nennenswerten Konkurrenten in Deutschland ausschalten. Auch weltweit erreichte Puhl & Wagner durch die Fusion eine monopolartige Stellung.

### Wechselvolle Entwicklungen in den 1920er Jahren

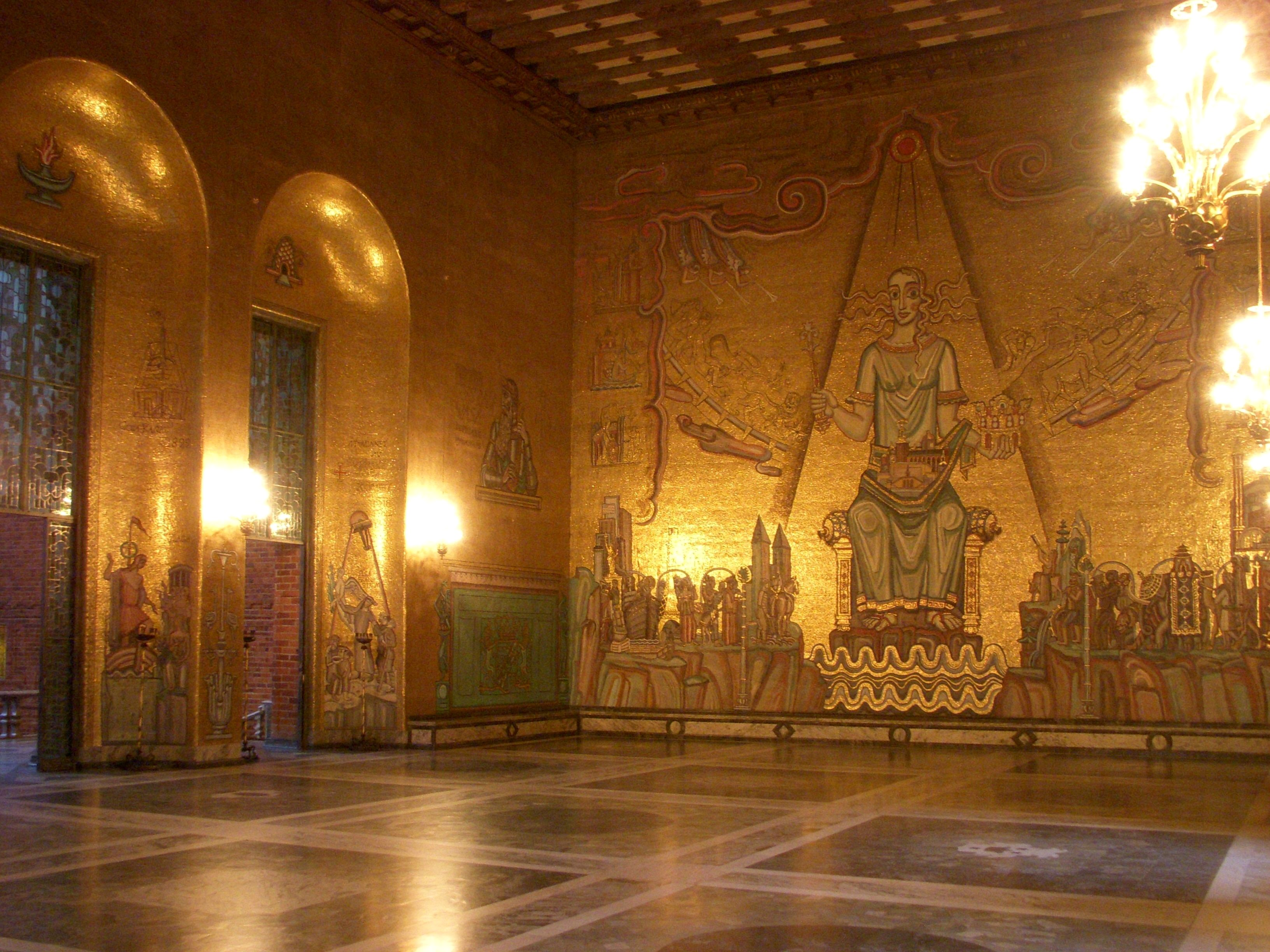
Mosaiken im Goldenen Saal des Stadthauses in Stockholm

Die Auftragslage verbesserte sich in der Nachkriegszeit nicht wesentlich. Man versuchte sich in der Produktion elektrischer Beleuchtungskörper, die auf der Leipziger Messe 1919 erstmals gezeigt wurden. In der kritischsten Zeit von 1919 bis 1921 stellte Gottfried Heinersdorffs Schwiegervater Otto Bolte 800.000 Mark, den Großteil seines Vermögens, den Vereinigten Werkstätten zur Verfügung und rettete sie so vor der Insolvenz.
Weitere Aktivitäten zielten auf die Erschließung neuer Einnahmequellen und die Wiederbelebung der für das Unternehmen so wichtigen Staatsaufträge. Im Dezember 1920 unterbreitete Gottfried Heinersdorff Wilhelm Waetzoldt, einem hohen Beamten im Preußischen Kultusministerium und späteren Direktor der Berliner Museen, den Vorschlag, dem Unternehmen eine staatliche Ausbildungsstätte anzugliedern, um das Unternehmen durch staatliche Beiträge zu sanieren. 1921 erschien Mosaik in Not – Denkschrift über die Notlage der deutschen Mosaikkunst mit 18 Gutachten namhafter Künstler sowie Vertretern von Kirche und Wirtschaft. Hinter der reich illustrierten Schrift standen als ungenannte Herausgeber die Vereinigten Werkstätten für Mosaik und Glasmalerei Puhl & Wagner, Gottfried Heinersdorff und die Vereinigten Werkstätten für Mosaik und Glasmalerei, München-Solln, die auf diesem Weg die junge Weimarer Republik zur Wiederaufnahme der im Kaiserreich so zahlreichen Staatsaufträge veranlassen wollten. Ein weiteres Zielpublikum waren Architekten und private Bauherren, die bei der Gestaltung von Bädern, Hallen oder Brunnen Mosaiken einsetzen sollten.
Ab Beginn der 1920er Jahre arbeiteten die Werkstätten in Berlin-Neukölln und in München-Solln an mehreren großen Exportaufträgen. Darunter waren der Goldene Saal des Stadthauses in Stockholm, eigentlich ein Vorkriegsauftrag, und Aufträge in den USA, wie die Kathedrale von St. Louis, der Bahnhof Cincinnati und in New York die Irving Trust Bank und das Hotel Waldorf-Astoria. Das Geschäft in Amerika wuchs so stark, dass man 1923 eine Vertretung in New York und in St. Louis eine Montagewerkstätte unter dem Namen United Mosaic Studio eröffnete, die später unter Ravenna Mosaic Company firmierte. Die Niederlassung war ein gemeinsames Unternehmen mit dem St. Louis Art Glass Studio im Besitz von Emil Frei. Wichtige Großaufträge nach der wirtschaftlichen Erholung im Inland waren die Mosaiken in den Bäderanlagen beim Umbau des Berliner Hotels Excelsior und Mosaiken für die Schwesterschiffe Europa und Bremen des Norddeutschen Lloyd. Neue Techniken fanden Aufnahme in das Angebot – die kostengünstigen Putzmosaiken, wo ein Großteil der Wand in Putz ausgeführt wurde und nur Ornamente und Figuren als Mosaik. Natursteinmosaiken und Mosaiken mit größeren Glasbruchstücken folgten dem veränderten Zeitgeschmack.

### Konflikte – Kommerz gegen ideale Bestrebungen, Wagner gegen Heinersdorff
Die wirtschaftlich schwierigen Zeiten nach der Fusion waren schlechte Voraussetzungen für die erhoffte künstlerische Erneuerung. Gottfried Heinersdorff war jedoch als Geschäftsmann bereit zur Gratwanderung zwischen Kommerz und idealen Bestrebungen. Lichtblicke waren 1917 die Ausstattung der Ausstellungsräume des Berliner Kunsthändlers Wolfgang Gurlitt mit farbigen Verglasungen nach Entwürfen von Max Pechstein oder 1919 seines Wohnhauses mit Glasmalereien und Mosaiken nach Entwürfen von César Klein. Dieser Konflikt zwischen Kommerz und idealen Bestrebungen spiegelte sich im Sortiment wider in seiner Mischung aus kommerzieller Serienware und moderner wie historistischer Auftragskunst – personifizierte sich aber auch in den beiden Inhabern, dem „kaisertreuen“ Wagner und dem „reformerischen“ Heinersdorff. Beinahe zwölf Jahre arrangierten sich die beiden, aber zu Beginn des Jahres 1926 versuchte August Wagner, seinen Teilhaber aus dem Unternehmen zu drängen. In einem Memorandum kündigte er den 1914 auf 15 Jahre geschlossenen Gesellschaftervertrag vorzeitig. Damit wollte er die Firma in den alleinigen Besitz der Familie Wagner bringen und seinen Sohn Hans als Nachfolger installieren. Heinersdorff beschritt den Rechtsweg, unterstützt durch eidesstattliche Versicherungen der Künstler Max Pechstein und Franz Becker-Tempelburg und von Reichskunstwart Edwin Redslob, die seine Bedeutung für die wirtschaftliche und künstlerische Entwicklung des Unternehmens bestätigten. Das Urteil des Schiedsgerichtes zwang Wagner, seine Kündigung zurückzunehmen. Erfreulicher für Heinersdorff war die künstlerische Zusammenarbeit mit Josef Albers, der im Rixdorfer Betrieb nach der Schließung der Glaswerkstätten des Bauhauses 1923 einen neuen Partner fand. Bedeutendes Ergebnis waren 1927 die von Albers gestalteten Hallen und Treppenhausfenster im Neubau des Ullstein-Druckhauses in Berlin, gebaut nach Plänen des Architekten Eugen Schmohl. Die Weltwirtschaftskrise 1929 traf das Unternehmen schwer, da ein Großteil der Produktion nach Amerika ging. Zudem unterband der Boykott amerikanischer Arbeitnehmerorganisationen die Fortsetzung des Exports und der amerikanische Partner, das St. Louis Art Glass Studio, trennte sich Ende 1929/1930 einvernehmlich von der Ravenna Mosaic Company.

### Ausscheiden Heinersdorffs 1933 und staatliche Auftragskunst für die Nationalsozialisten

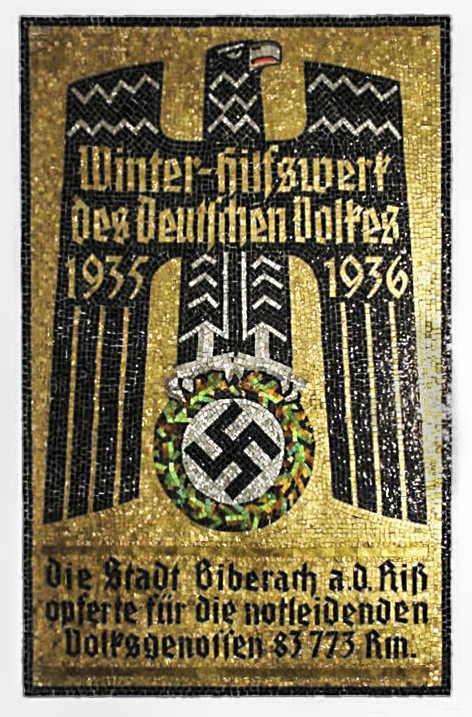
Gedenktafel für das Winterhilfswerk

August Wagner erreichte nach der „Machtergreifung“ der Nationalsozialisten 1933 durch einen weiteren Prozess die Auflösung des Gesellschaftervertrages von 1914 mit seinem Teilhaber jüdischer Abstammung. Er setzte Hans W. Wagner, einen seiner Söhne, als neuen Leiter ein. Auf Grundlage der Nürnberger Rassengesetze 1935 zum Halbjuden erklärt, konnte Heinersdorff 1937 (durch Fürsprache von Reichswirtschaftsminister Hjalmar Schacht) nach Frankreich emigrieren, wo er, seiner wirtschaftlichen Existenzgrundlagen beraubt, 1941 starb.
Nach dem Ausscheiden Heinersdorffs firmierte das Unternehmen ab 1935 unter August Wagner, vereinigte Werkstätten für Mosaik und Glasmalerei. Die neuen Machthaber bestellten Mosaiken und Glasfenster mit nationalsozialistischen Emblemen für ihre großen Bauprojekte. Die Aufträge fingen 1935 mit Fenstern für das Haus der Kunst in München an, 1936 folgte das Berliner Reichsluftfahrtministerium und 1937 der Tribünenbau auf der Zeppelinwiese für das durch Albert Speer gestaltete Reichsparteitagsgelände in Nürnberg. August Wagner lieferte Ausstattungen für das Deutsche Haus auf der Weltausstellung 1937 in Paris, wie auch für das KdF-Passagierschiff Wilhelm Gustloff. Mit Mosaiken für den Soldatenturm im Reichsehrenmal Tannenberg und für die Neue Reichskanzlei in Berlin erhielten die Werkstätten 1939 zwei weitere prestigeträchtige Staatsaufträge. Auch Arbeiten im Rahmen des geplanten Umzugs von zwölf Botschaften in das Botschaftsviertel wurden ausgeführt, so 1939/1940 das Oberlicht für die neue Jugoslawische Gesandtschaft. Am alten Platz waren die Botschaften dem GBI-Plan für die „Welthauptstadt Germania“ im Weg.
Der Ausbruch des Zweiten Weltkriegs kappte die letzten Verbindungen zur Niederlassung in Amerika. Paul Heuduck, der seinerzeit 1923 im Auftrag von Puhl & Wagner nach Amerika ausgewandert war, übernahm die Ravenna Mosaic Company, die unter seinem Sohn Arno Heuduck bis 1988 weiter existierte. Die Erklärung der ehemaligen Muttergesellschaft zum „kriegswichtigen Betrieb“ illustriert ihre Bedeutung in den Planungen für die „Welthauptstadt Germania“, wo August Wagner zahlreiche Monumentalbauten, wie etwa den Triumphbogen auf der Nord-Süd-Achse, mit Mosaiken ausstatten sollte. Für das Kuppelmosaik in Albert Speers Großer Halle des Volkes fertigte man tonnenweise Goldmosaiksteinchen, die sich noch Jahrzehnte später in der Konkursmasse fanden und bei der Restaurierung und Rekonstruktion der Mosaiken am Martin-Gropius-Bau verwendet wurden.

### Wirtschaftlicher Niedergang im Nachkriegsdeutschland

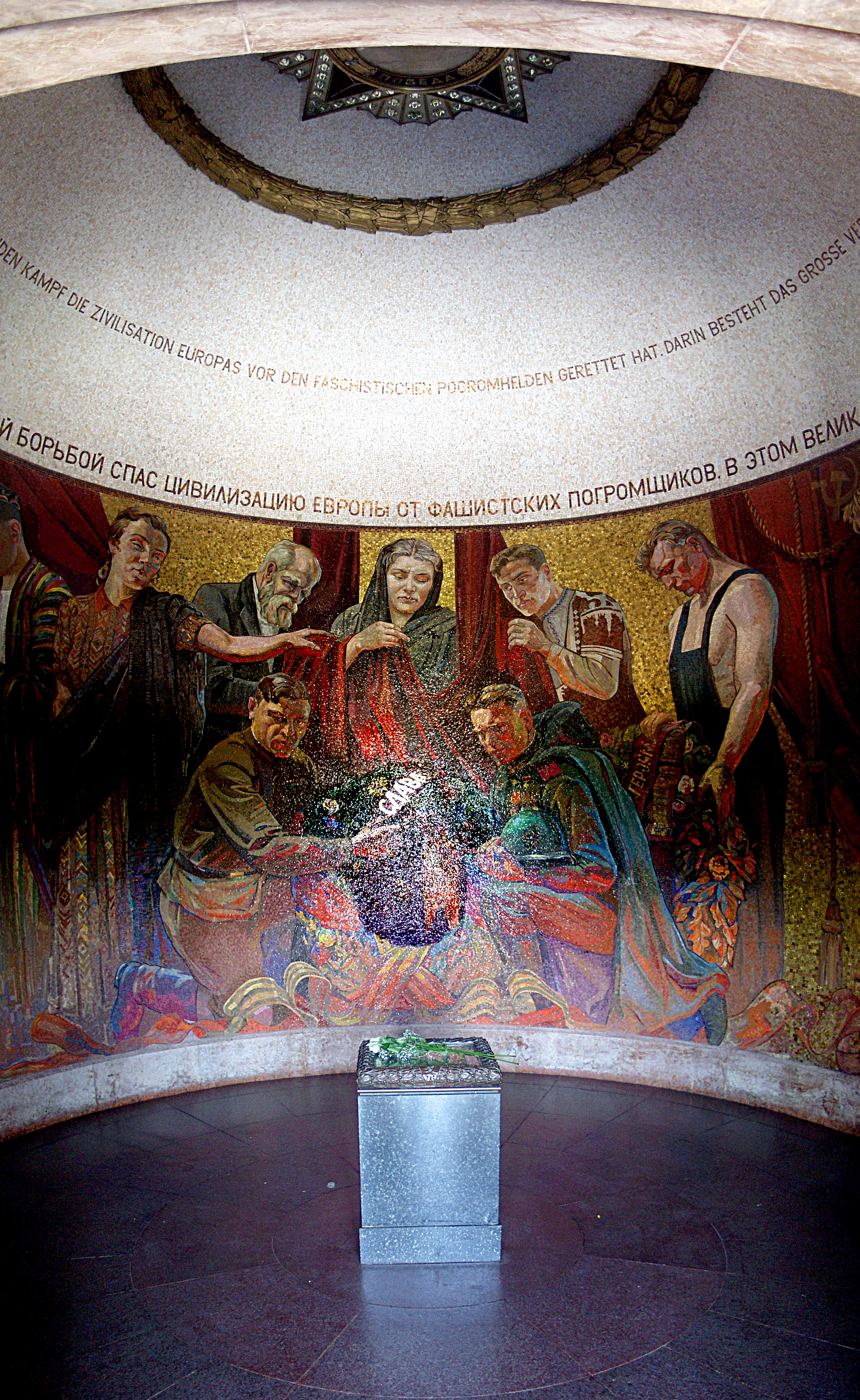
Mosaiken im Sowjetischen Ehrenmal

Der erste bedeutende Auftrag in der Nachkriegszeit waren die Mosaiken im Pavillon des 1946–1949 errichteten Sowjetischen Ehrenmales im Treptower Park. Sonst prägten eher wieder sakrale und private Aufträge den Neubeginn nach dem Zweiten Weltkrieg. In den 1950er Jahren brauchten neu- oder wiederaufgebaute Kirchen Glasfenster und Banken ließen ihre Schalterhallen mit Mosaiken ausstatten. Auch die Zusammenarbeit mit Künstlern, die Gottfried Heinersdorff seinerzeit gepflegt hatte, wurde wieder aufgenommen und so entstanden Arbeiten nach Entwürfen von Hann Trier oder Heinz Trökes.
Das stetig sinkende Auftragsvolumen führte 1969 zur Aufgabe der Fabrik und der Liquidation des Unternehmens, die 1965 noch über 50 Mitarbeiter zählte. Ein Neubeginn in Österreich scheiterte. Das Land Berlin erwarb 1971 die ehemaligen Fabrikanlagen für 475.000 DM und ließ im Folgejahr 1972 das Fabrikgebäude für den Bau einer Umgehungsstraße abreißen. Das bedeutende Firmenarchiv mit zahlreichen Fotografien ausgeführter Werke, Entwurfskartons und rund 300 Laufmeter weitere Akten verwahrt die Berlinische Galerie.
Der Film Tätowierung mit Helga Anders und Christof Wackernagel wurde in der vom Architekten Franz Schwechten gebauten Mosaikfabrik Puhl & Wagner gedreht. Sie war von dem Szenenbildner Götz Heymann für den Film als Hauptmotiv gefunden worden.

## Fertigungsprozesse

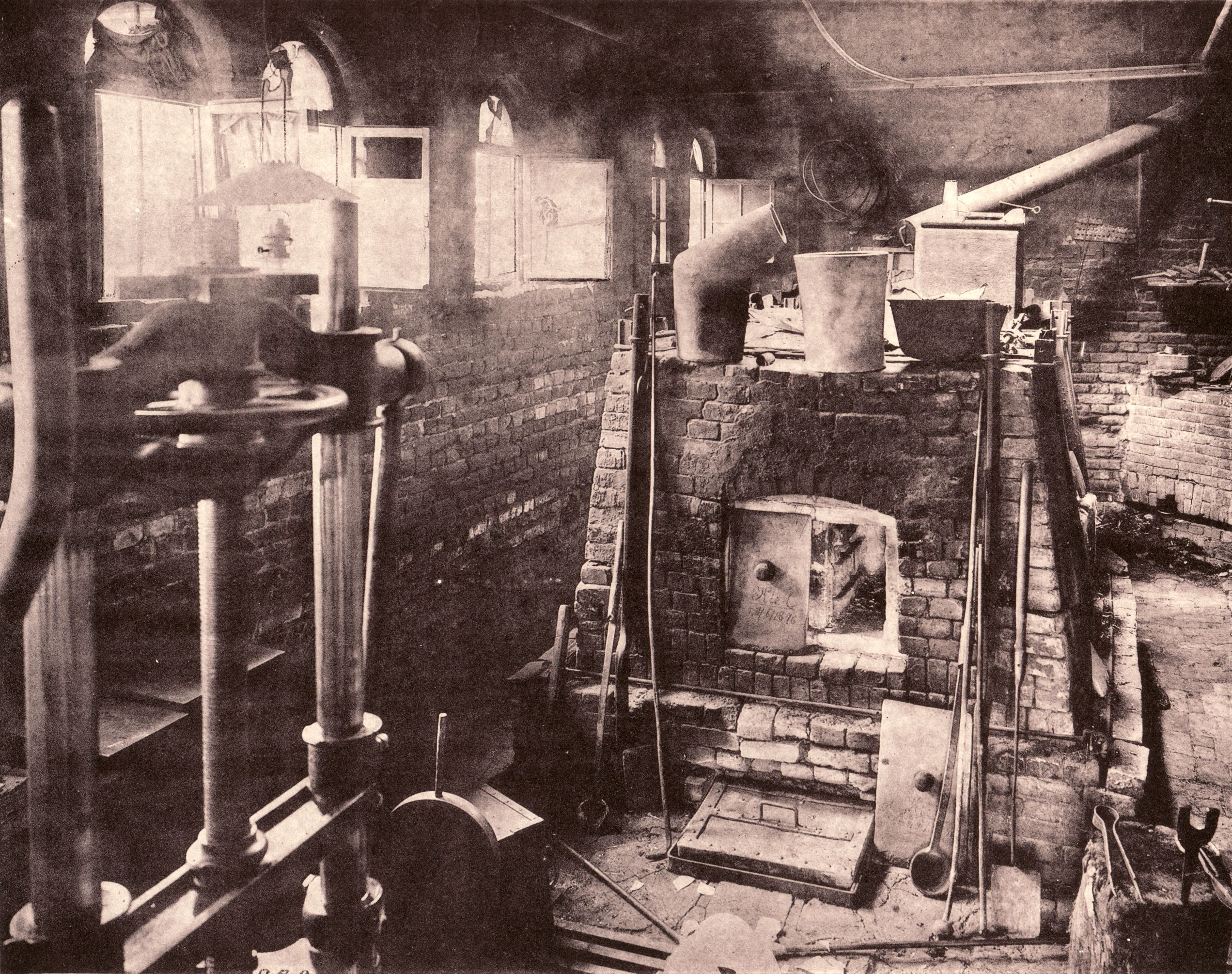
Der Glasofen in der Fabrik an der Berliner Straße, auf dem Ofen Häfen, links im Vordergrund die Glaspresse

Als Besonderheit vereinigte Puhl & Wagner alle Handwerkszweige zur Herstellung von Glasmosaiken unter einem Dach. 1908 folgten für die Glasmalerei weitere Werkstätten zum Schleifen und Ätzen der Gläser.

### Glasfabrikation
Die für die Glasmosaiksteinchen verwendeten Glasarten gehören zu den Bleigläsern, wo die bei anderen Gläsern üblichen Erdalkalioxide wie Calciumoxid durch Bleioxid ersetzt sind. In kleinen Mengen zugegebene Metalloxide färben diese Gläser – Cobaltoxide führen zu blauen, Eisenoxide zu grün-blaugrünen, gelben oder braun-schwarzen Farbtönen. Die heute wegen ihrer Radioaktivität nicht mehr verwendeten Uranoxide färben die Gläser gelb. Das zerkleinerte Rohmaterial, möglichst eisenfreier Sand, Kalium- und Bleioxid wurden in den ungefähr 60 Kilogramm fassenden Häfen auf 1200–1300 °C erhitzt und eingeschmolzen. In der Glaspresse pressten die Hüttenarbeiter die noch weiche Glasmasse zu tellergroßen, verschieden starken Kuchen, die sie anschließend während fünf Tagen langsam abkühlen ließen. Mit Spitzhammer und Meißel zerkleinerten sie im nächsten Arbeitsschritt die Kuchen zu den Mosaiksteinchen, den Tesserae. Diese Mosaiksteinchen aus Glas werden auch als Smalten bezeichnet. Besondere Fertigkeiten bei der Herstellung erforderten die goldenen und silbernen Mosaiksteinchen, bei denen eine dünne Gold- oder Silberfolie zwischen zwei Glasscheiben eingeschmolzen wird. Eine dieser Glasschichten ist meist aus dunklerem oder undurchsichtigem Glas, damit das einfallende Licht besser reflektiert wird. Jede Charge erhielt eine Nummer und ein Steinchen ging als Muster in die sogenannte Farbpyramide, ein pyramidenförmiges Regal mit allen lieferbaren Farbtönen. Dieses System erlaubte den schnellen Zugriff auf alle Farbtöne und auf die Chargen der eingelagerten Steinchen. Die Zahl der verfügbaren Farbtöne, ein wichtiger Wettbewerbsvorteil, stieg von 8.000 bis 10.000 im Jahr 1903 auf 15.000 im Jahre 1925.

### Mosaikherstellung

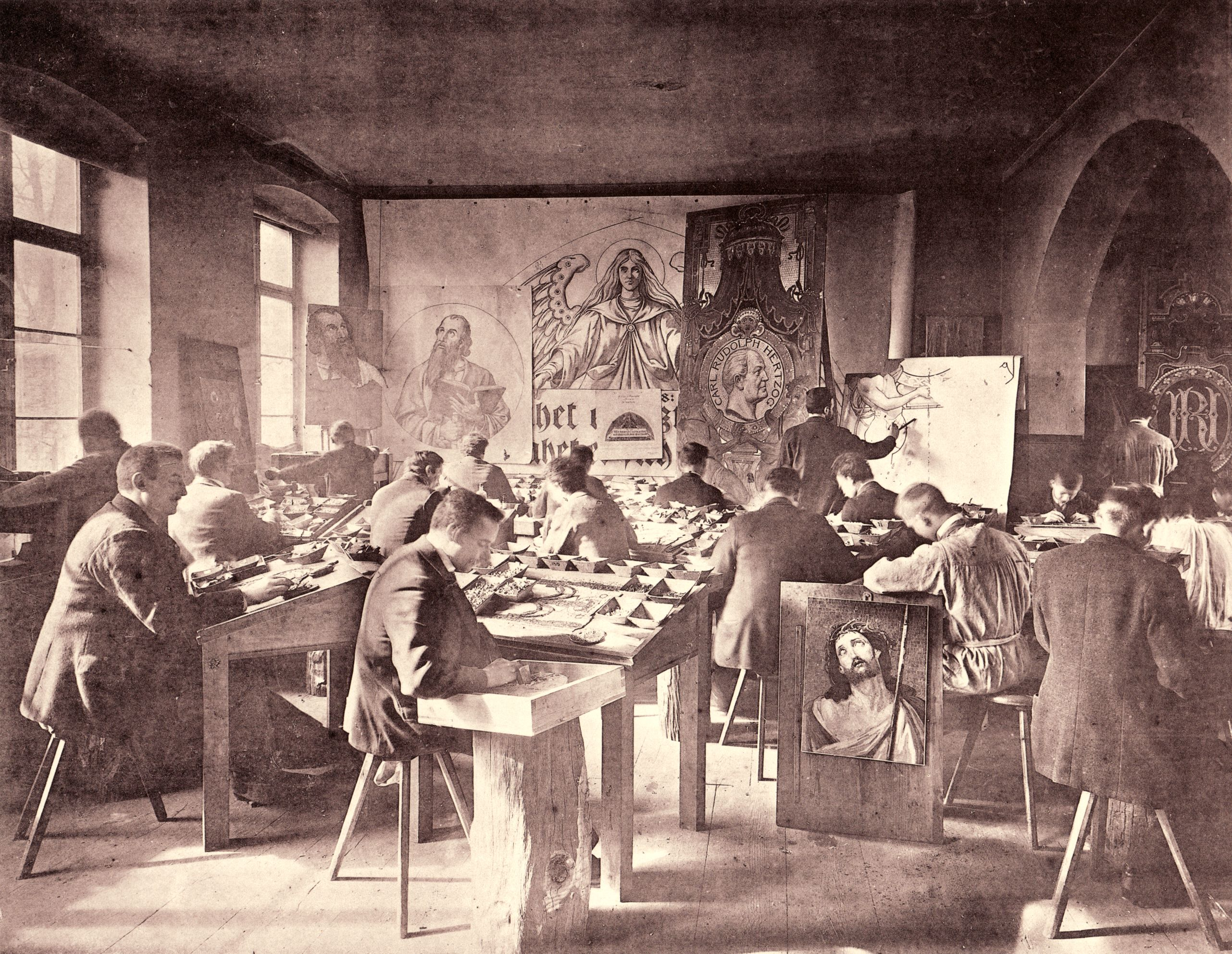
Der Setzersaal, an der Wand kleine Studien und die Kartons 1:1, auf den Pulten der Setzer kleine Schälchen mit den Mosaiksteinchen, teilweise mit erkennbarer Nummer der Farbe, und Mosaiken in Arbeit

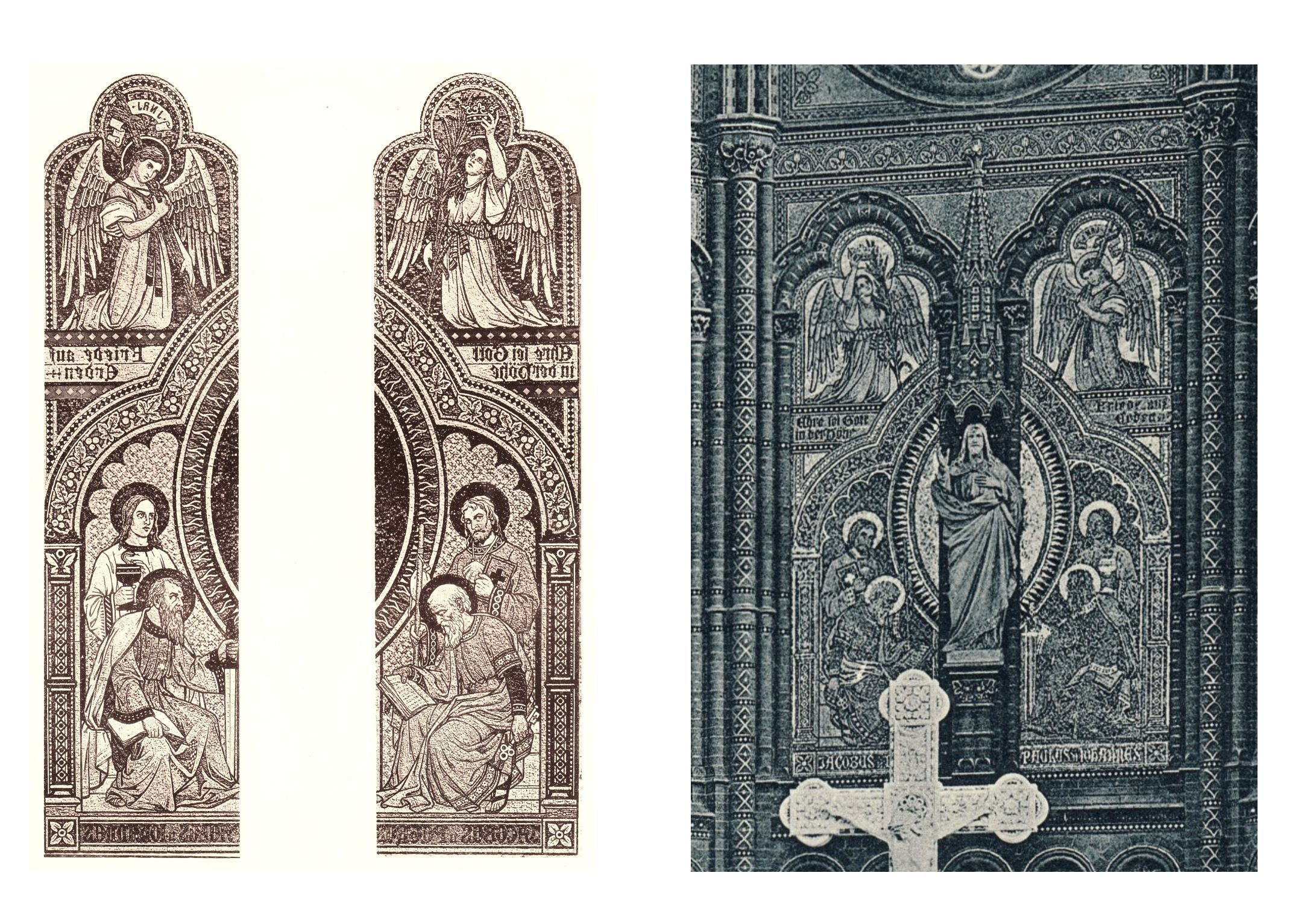
Links die spiegelverkehrten künftigen Rückseiten der Mosaiken im Chor der im Zweiten Weltkrieg zerstörten Georgenkirche in Berlin vor der Anbringung, rechts die fertig montierten Mosaiken

Bei der herkömmlichen Arbeitstechnik, dem positiven oder direkten Setzverfahren, übertrug der Mosaikarbeiter den Entwurf des Künstlers auf den feuchten Putz an der Wand. Anschließend setzte er die einzelnen Mosaiksteinchen direkt in den feuchten Putz. Diese Methode erforderte die Anwesenheit des Künstlers zur Kontrolle, zumindest bei entscheidenden Schritten wie der Übertragung des Kartons auf die Wand. Bei dem von Antonio Salviati entwickelten negativen oder indirekten Setzverfahren, das Puhl & Wagner von ihrem Konkurrenten übernahm, übertrugen Zeichner den Entwurf des Künstlers im Maßstab 1:1 auf Kartons. Im nächsten Schritt wurde mit Hilfe von Transparentpapier der Karton seitenverkehrt kopiert und gleichzeitig in kleinere Abschnitte, die Kompartimente, unterteilt und nummeriert. Auf diese Kompartimente klebten die Mosaikarbeiter nun die Mosaiksteinchen mit der Schauseite nach unten. Die Nummerierung der Farben und Chargen der Mosaiksteinchen sicherte eine genaue Umsetzung des Entwurfs des Künstlers, aber auch die Konsistenz der Arbeiten der verschiedenen Mosaiksetzer.
Geschichtet in Kisten verpackt, verschickte man die fertigen Kompartimente an den Bestimmungsort, wo spezialisierte Arbeiter die einzelnen Teile an der mit einer feuchten Putzschicht vorbereiteten Wand oder Decke anbrachten und mit Hilfe der Nummern zum vollständigen Mosaik zusammensetzten. Waren die Mosaiksteinchen in der Putzschicht verankert, lösten sie das Transparentpapier durch Anfeuchten. Nach Ausbesserung von Fehlstellen und Schließen der „Nähte“ zwischen den verschiedenen Teilen des Mosaiks, schlämmten sie die Fugen ein und stampften sie fest. Im letzten Schritt reinigten sie das zusammengesetzte und nun nicht mehr spiegelbildliche Mosaik.
Das negative Setzverfahren mit der Trennung von Herstellungs- und Anbringungsort der Mosaiken brachte verschiedene Vorteile mit sich. Die Aufteilung der Bildvorlage in die Kompartimente erlaubte eine arbeitsteilige Organisation des Herstellungsprozesses, wo verschiedene Setzer gleichzeitig an einem Mosaik arbeiten konnten, was beim herkömmlichen Setzverfahren aus Platzgründen meist nicht möglich war. Die Aufteilung in einzelne Segmente machte die Mosaiken als weiteren Vorteil transportierbar, was dem Hersteller größere Absatzmärkte erschloss. Für den Bauherren ergab sich eine Bauzeitverkürzung, da die Mosaiken bereits parallel zum Bau des Gebäudes vorbereitet werden konnten. Waren die zu schmückenden Wände und Decken im Rohbau fertiggestellt, brauchten die Mosaiken nur noch angebracht werden, während im herkömmlichen Verfahren zu diesem Zeitpunkt die Mosaikarbeiter überhaupt erst mit der Arbeit beginnen konnten. Für den entwerfenden Künstler, wie für den Bauherrn, sicherte das neue Verfahren kontrollierbare Resultate und einfachere Korrekturen, indem sich die Mosaikteile vor der Anbringung – seitenverkehrt zwar – kontrollieren und korrigieren ließen. In der konventionellen Methode mussten die ausgeführten Mosaiken wieder abgeschlagen werden.
Die Rationalisierung des herkömmlichen langsamen, arbeitsintensiven und damit teuren Stein-für-Stein-Setzverfahrens war erwünscht und gefordert. Trotzdem sollte das Ergebnis nicht allzu perfekt und industriell aussehen, sondern im Gegenteil handwerklich wirken. So bauten die Setzer auf Wunsch bewusste Fehlstellen wie schiefe Mosaiksteinchen und kleine Risse ein oder verwendeten in der Farbe leicht abweichende Steinchen. Der Künstler Max Seliger etwa schrieb an Puhl & Wagner zur Ausführung seines Entwurfes für das Mosaik Kaiser Barbarossa im Kyffhäuser in der Berliner Kaiser-Wilhelm-Gedächtniskirche: Auch wenn Sie bei weniger wichtigen Gegenden recht klaffende Lücken, Risse und höher stehende Steinchen setzten wollten, würde ich entzückt sein.

## Vielfältige Verwendung von Glasmosaiken

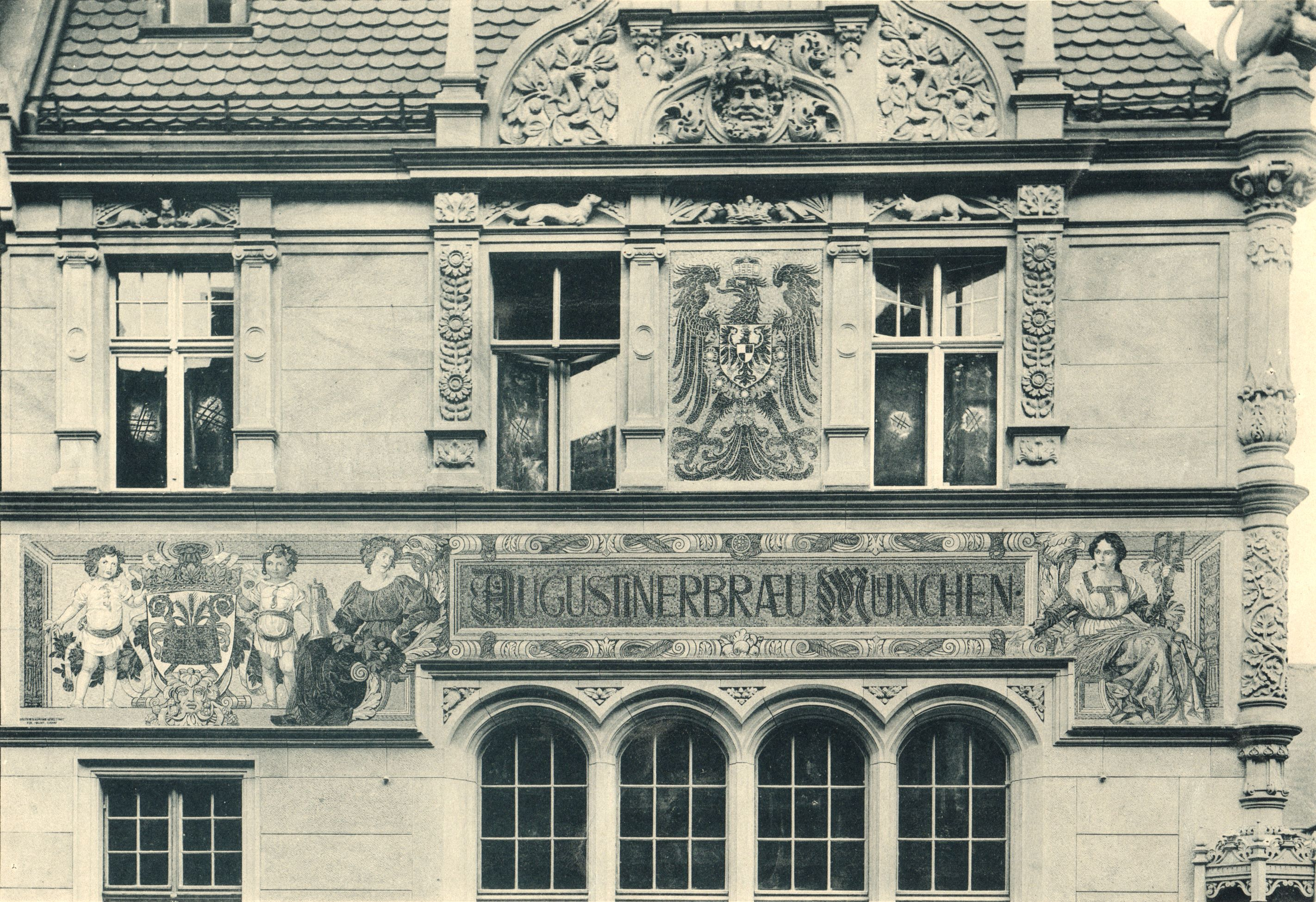
Werbemosaik für Augustiner-Bräu München am Haus Friedrichstraße 84 in Berlin-Mitte, zerstört

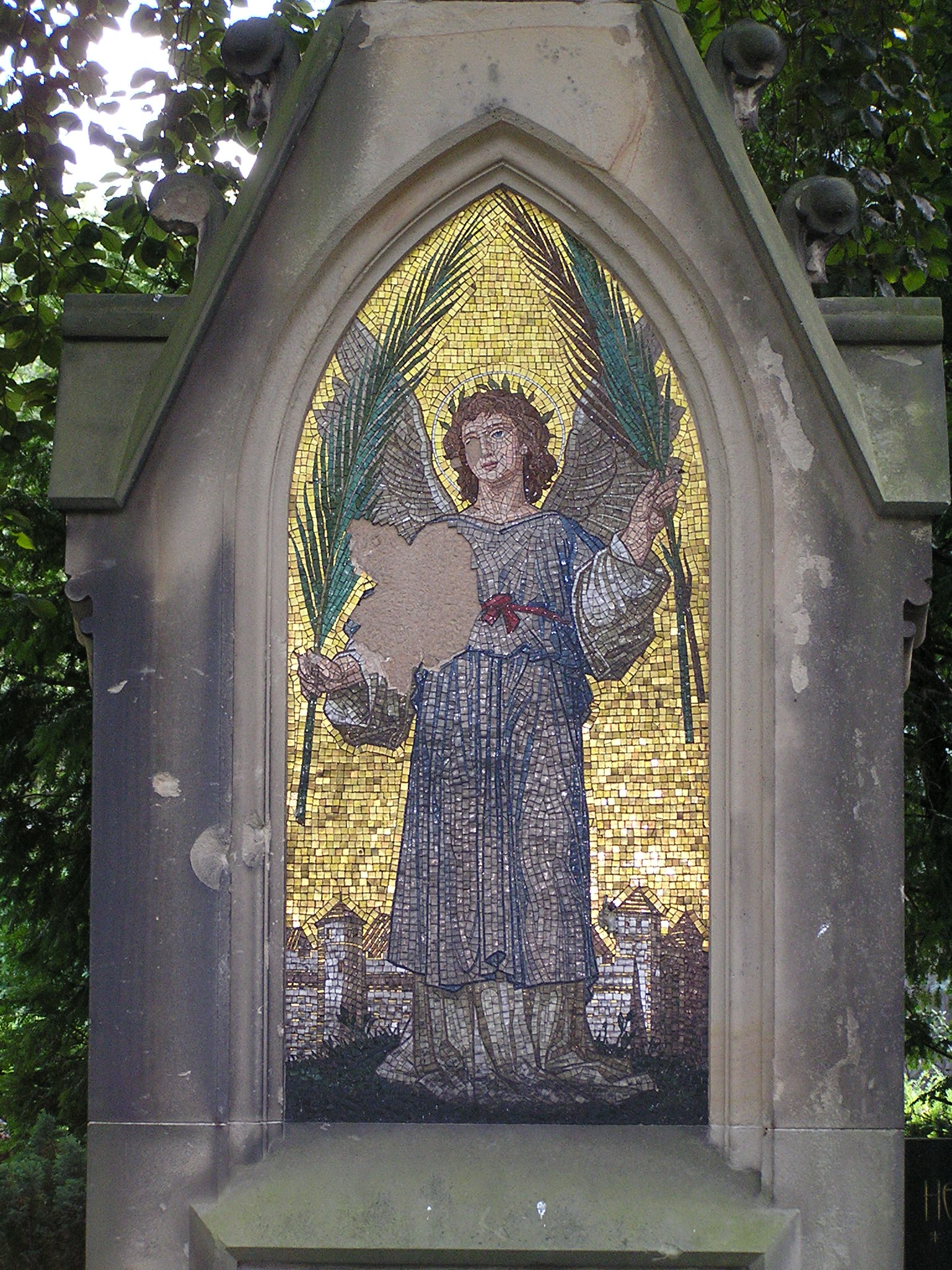
Palmzweig tragender Engel als Beispiel einer Serienarbeit

Neben der angestammten Anwendung bei der inneren Dekoration von Kirchen eroberten sich die Glasmosaiken schnell auch neue Einsatzgebiete. In einer Firmenschrift von 1897 zeigte sich Puhl & Wagner überzeugt, „dass die Glasmosaik  noch ein weites Feld der Verwendung vor sich hat“, und „dass keine andere Methode, Fassaden und Innenräume, die starken Temperatur- oder Feuchtigkeits-Einflüssen ausgesetzt sind, unter Zuhülfename der Farbe dekorativ auszuschmücken, den Vergleich mit Mosaik aushält“.
Insbesondere an Fassaden zeigte sich die Qualität des wiederentdeckten Baustoffes, der mit seiner dauerhaften, beinahe unzerstörbaren Oberfläche den bisher verwendeten Fresken und anderen Wandmalereien im Außenbereich überlegen war und sich zudem einfach auch an belebtere architektonische Formen anpassen ließ. Die technischen Vorteile des modernen und fortschrittlichen Materials verbanden sich mit dem „monumentalen Charakter“, dem Ansehen der Mosaiken aus ihrer historischen Anwendung als Symbolisierung von Glanz, Reichtum, Repräsentation und beinahe etwas „kaiserlicher Würde“, später sicher noch gefördert durch ihre intensive Verwendung bei Prestigeprojekten Wilhelms II. So sorgten Mosaiken an Geschäftshausfassaden mit ihrer Leuchtkraft für die Reklame der Geschäfte und an staatlichen Gebäuden, wie Rathäusern oder an den Bauten der Reichspost, prangten dauerhafte farbige Hoheitszeichen in Form von Wappen und Reichsadlern – letztere wurden als Serienarbeit „in den verschiedensten Groessenverhaeltnissen (bis 12 m²)“ geliefert.
Waren die byzantinischen Mosaiken, beziehungsweise ihre stilgerechte Nachbildung ein wichtiger Auslöser zur Renaissance der Glasmosaiken und anfangs prägend für den Stil bei der Ausstattung der Kirchen, so ermöglichte die wieder erfundene Mosaiktechnik beliebige Stilformen. Die Firmenschrift betont ausdrücklich, dass „die Gegenwart ihr Recht verlange“, und dass „nicht nur wesentlich andere Ansprüche gestellt, sondern auch befriedigt werden können“. Neben Mosaiken, speziell entworfen und gefertigt für ein einzelnes Objekt, lieferte Puhl & Wagner auch künstlerisch eher anspruchslose aber handwerklich gediegene Serienarbeiten. Beispiele sind Kopien antiker Mosaiken oder Mosaiken für Grabmäler wie ein von Paul Mohn entworfener Palmzweig tragender Engel.
Die Firmenschrift von Puhl & Wagner von 1897 nennt als Kosten für einen einfachen, glatten Hintergrund 50–100 Mark pro Quadratmeter. Goldgrund aus den teuren Goldmosaiksteinchen, einfache Ornamente, Inschriften oder heraldische Darstellungen kosteten 100–200 Mark pro Quadratmeter. Für reichere Ornamente mussten die Bauherren mit 200–300 Mark pro Quadratmeter rechnen und reiche Ornamente schlugen mit über 300 Mark pro Quadratmeter zu Buche. Am teuersten mit 300–400 Mark pro Quadratmeter waren die individuell gefertigten figürlichen Darstellungen in Verbindung mit Ornamenten.

## Beispiele von Bauten mit Mosaiken und Glasmalereien von Puhl &Wagner

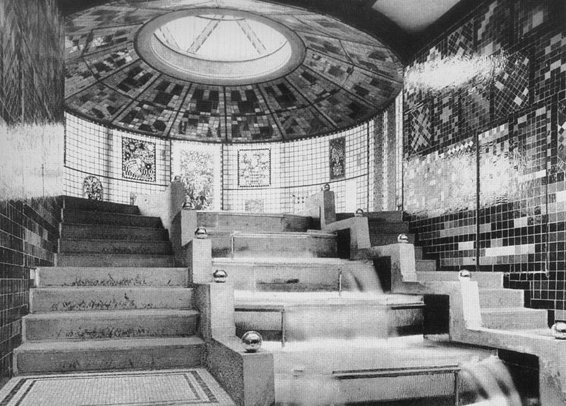
Ornamentsaal im Glashaus der Kölner Werkbundausstellung 1914

Glasmosaik Sport von Eduard Bargheer, heutiger Standort am Südeingang der HDI-Arena in Hannover

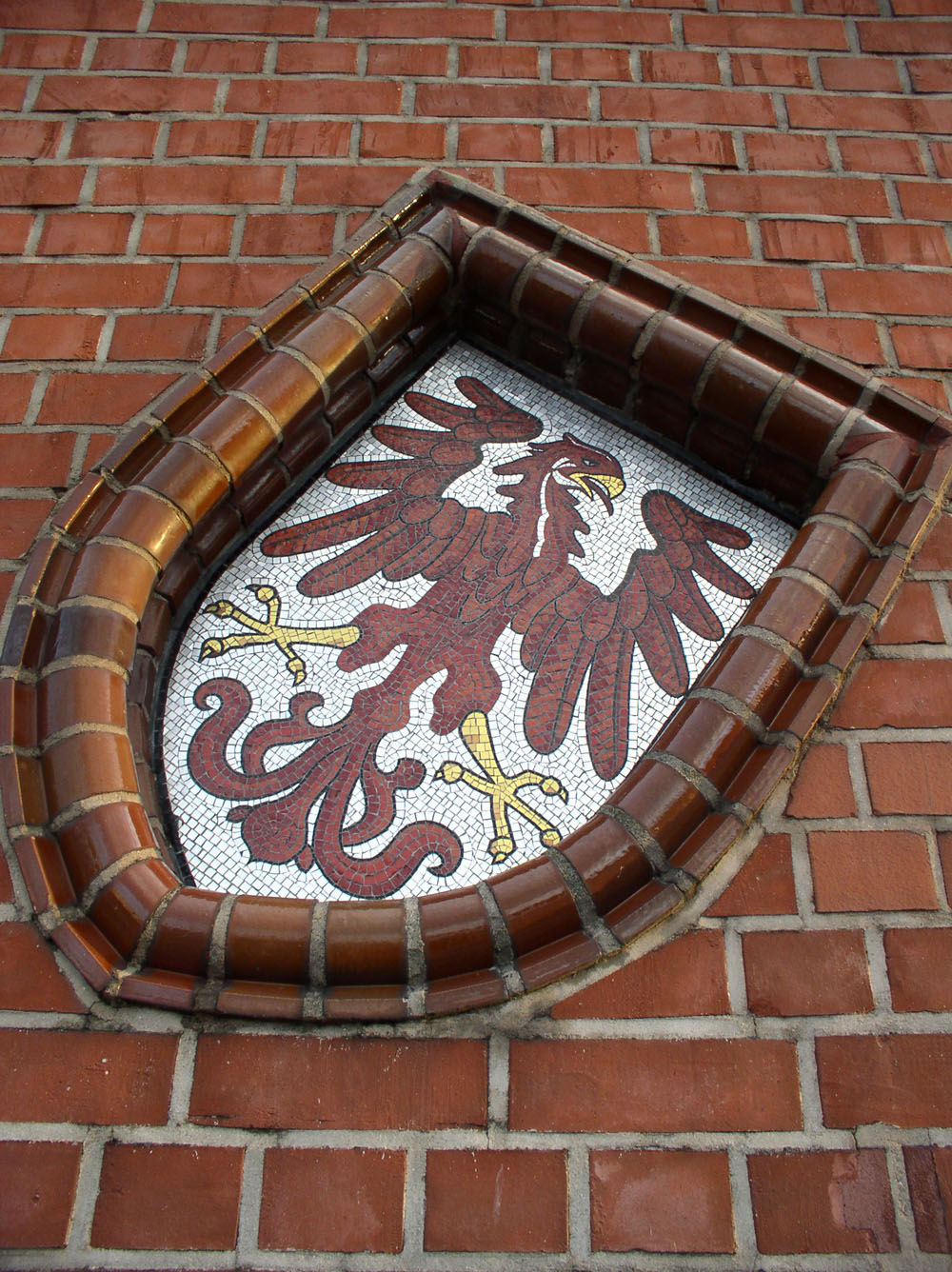
Wappen Potsdams an der Oberbaumbrücke

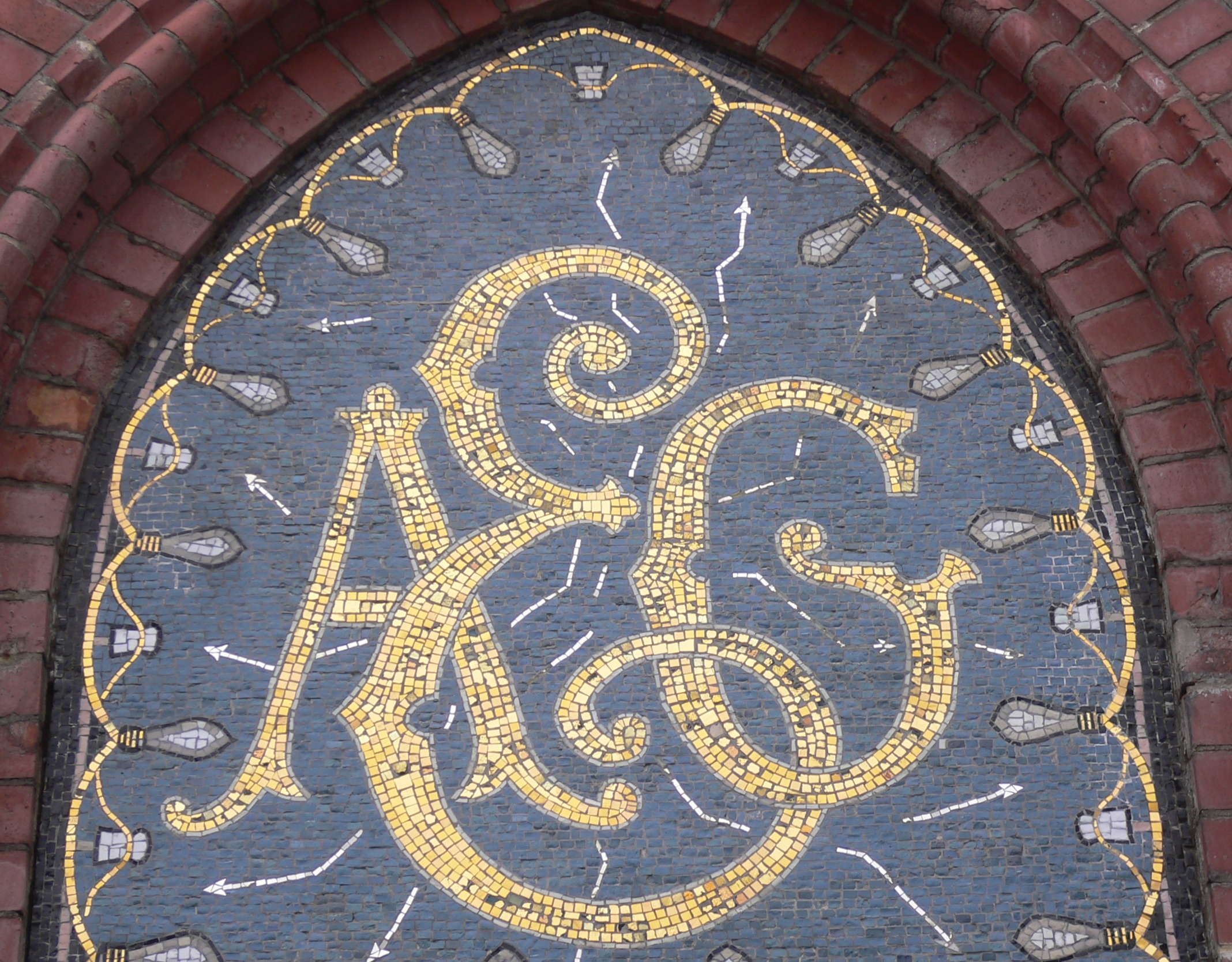
Detail am Beamtentor der AEG

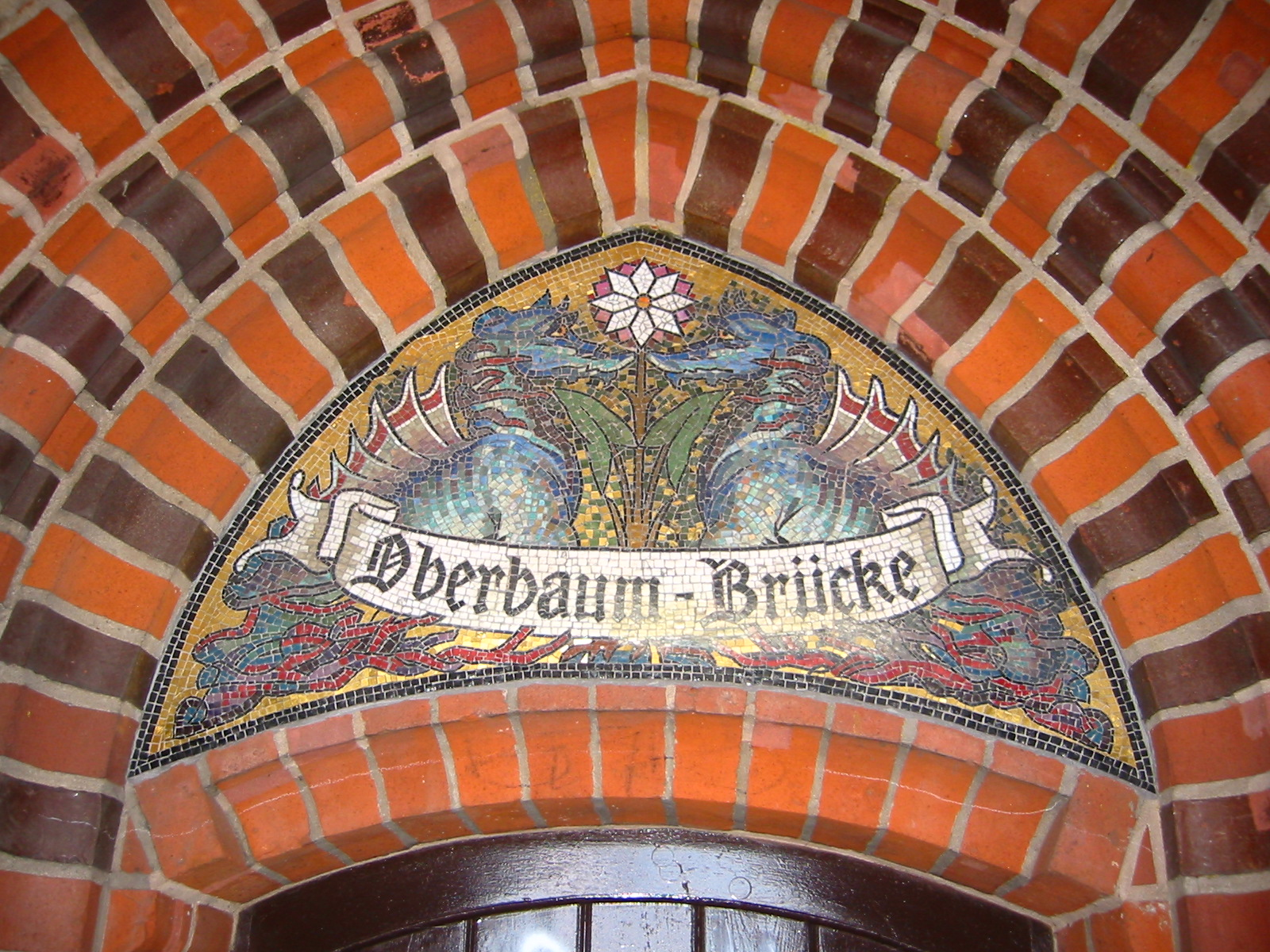
Detail an der Oberbaumbrücke

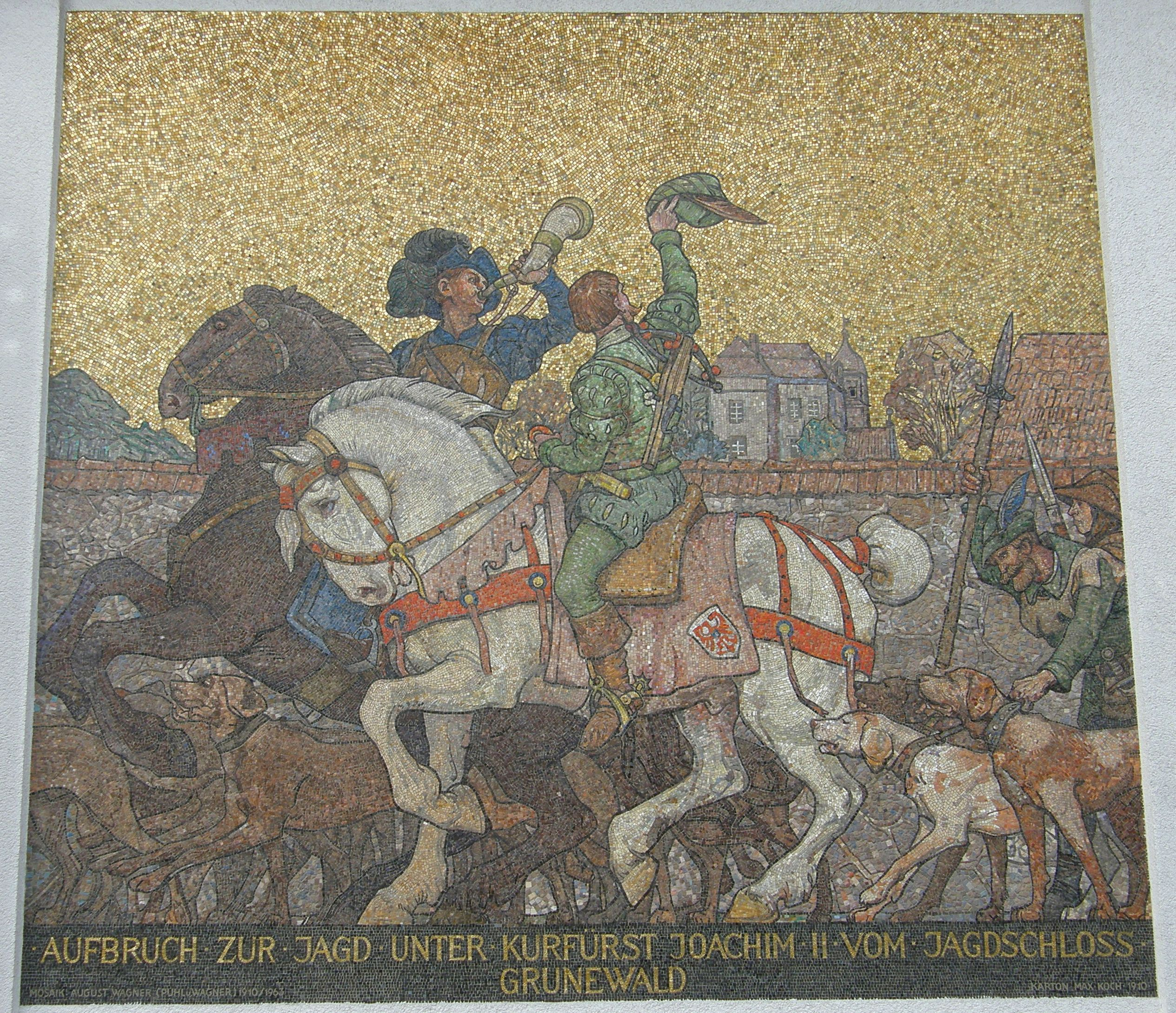
Glasmosaik von der ehemaligen Hohenzollerndammbrücke

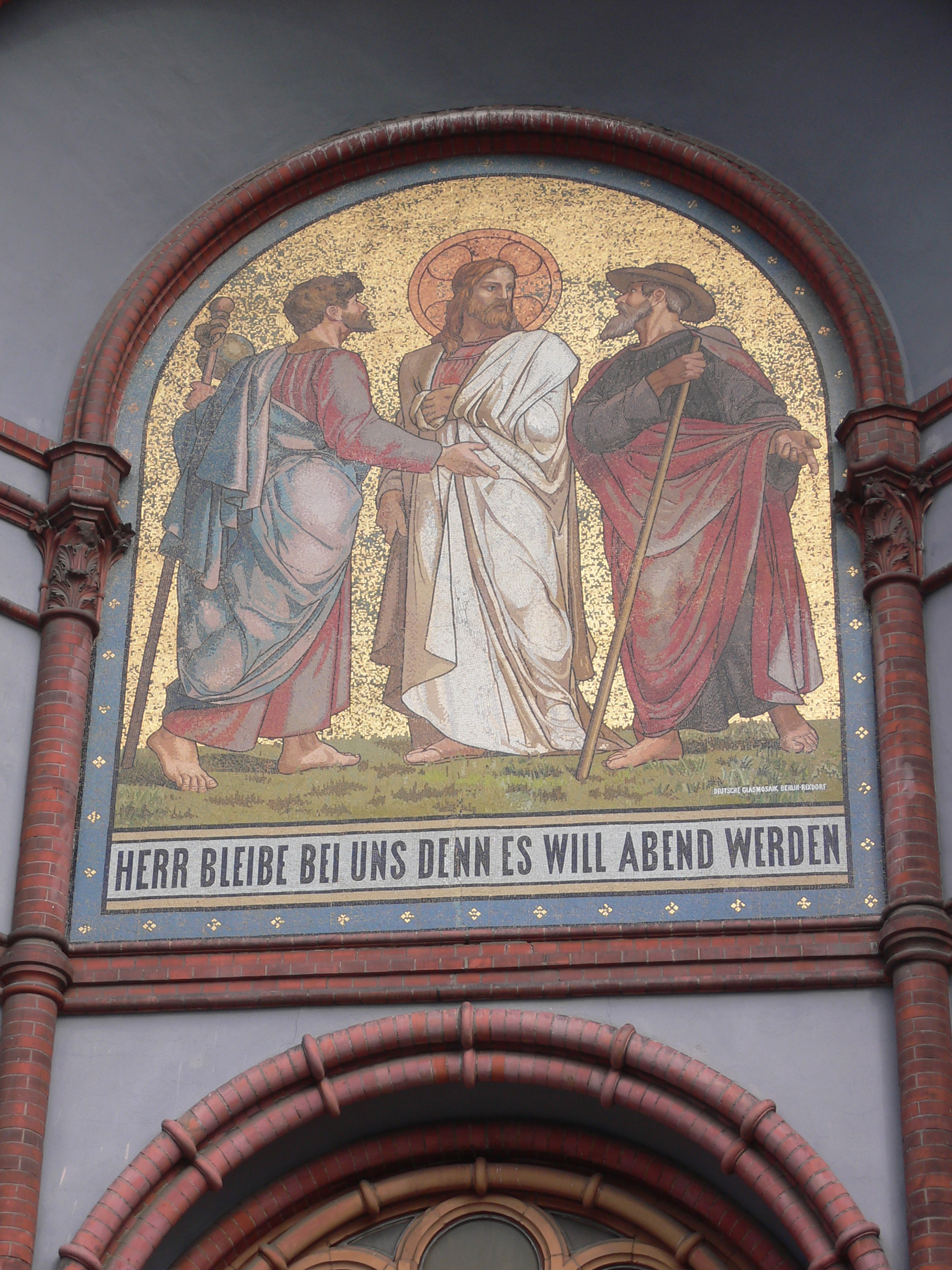
Portalmosaik Emmauskirche

In den acht Jahrzehnten ihres Bestehens stattete Puhl & Wagner zahllose Gebäude im In- und Ausland mit Mosaiken und Glasfenstern aus. Viele dieser Ausstattungen wurden im Zweiten Weltkrieg zerstört oder sind dem veränderten Zeitgeschmack zum Opfer gefallen.

### Sakralbauten
| 1890–1893  | Emmauskirche, Berlin-Kreuzberg |
| 1891–1895  | Kaiser-Wilhelm-Gedächtniskirche, Berlin-Charlottenburg (größtenteils zerstört) |
| 1891–1893  | Neue Nazarethkirche, Leopoldplatz, Berlin-Wedding |
| 1891–1895  | Gnadenkirche, Invalidenstraße, Berlin (zerstört) |
| 1893       | Mosaik mit Darstellung des segnenden Christus im Hauptportal der Immanuelkirche, Berlin-Prenzlauer Berg                                                                                 |
| 1893–1895  | Kaiser-Friedrich-Gedächtniskirche, Berlin-Hansaviertel (zerstört) |
| 1893–1898  | Erlöserkirche, Jerusalem |
| 1898       | Georgenkirche, Berlin-Mitte, zerstört |
| 1900–1902  | Tambour-Mosaiken im Aachener Dom, Aachen |
| 1903–1907  | Mosaiken im Oktogon und in der Kaiserloge nach Entwürfen von Hermann Schaper, Aachener Dom, Aachen                                                                                      |
| 1903–1910  | Mosaiken in der Schlosskapelle des Kaiserschlosses in Posen |
| 1905       | Mosaiken in der Kuppel und über dem Hauptportal des Berliner Domes, Berlin-Mitte |
| 1908       | Erlöserkirche, Bad Homburg vor der Höhe |
| 1910       | Mosaikaltarbild mit Darstellung des segnenden Christus in St. Michaelis, Hamburg |
| 1912       | Altarbilder in der Auferstehungskirche, St. Petersburg |
| 1910–1914  | Himmelfahrtkirche, Jerusalem |
| 1907–1913  | Erlöserkirche, Gerolstein |
| 1923–1924  | Chorfenster in St. Michael (Saarbrücken) nach dem Entwurf von Reinhold Ewald |
| 1927/19280 | Augustinuskirche, Berlin, Mosaik nach Entwurf von Otto Hitzberger |
| 1929       | Frauenfriedenskirche, Frankfurt-Bockenheim, Mosaiken und Mosaikplastik |
| 1942       | Pfarrkirche St. Antonius, Potsdam-Babelsberg, monumentales Apsismosaik nach Entwurf von Egbert Lammers                                                                                  |
| 1942/1943  | Vorarbeiten für das farbige Rundfenster eines Phönix über dem Altar der Friedhofskapelle in Wismar nach dem Entwurf von Carl Otto Czeschka (Ausführung erst nach dem Zweiten Weltkrieg) |
| 1953–1959  | 23 Kirchenfenster von Charles Crodel für die Kartäuserkirche Köln, Antikglas und Mosaik-Glas (Goldglas)                                                                                 |
| 1957       | Glasmosaiken von Charles Crodel im Neubau der Kaiser-Friedrich-Gedächtniskirche, Berlin-Hansaviertel                                                                                    |

### Profanbauten – Fassadendekorationen und Reklamen
| 1891/18920 | Werbe-Mosaik mit der Allegorie der Muse der Kunst für das Neue Theater (heute Theater am Schiffbauerdamm), Schiffbauerdamm 5, Berlin-Mitte |
| 1889–1893  | Wappen und Jahreszahlen an der Fassade und im Lichthof des Ständehauses, Rostock |
| 1896/1897  | Mosaiken am Beamtentor der AEG, Brunnenstraße 107a in Berlin-Gesundbrunnen |
| 1896–1898  | Wappenfelder und Zifferblatt an der Fassade des Rathauses Lichtenberg, Möllendorffstraße 6, Berlin-Lichtenberg |
| 1900–1902  | Glasmosaiken an der Fassade des Rathauses Schmargendorf und 1964/1965 erneuerte Glasfenster im Haupttreppenhaus, Berlin-Schmargendorf |
| 1906/1907  | Hotel Adlon, Mosaiken im Innenhof (Goethe Garten), Unter den Linden, Berlin-Mitte (zerstört) |
| 1908       | Mosaiktondo mit der Darstellung eines Kindes im alt-niederländischen Stil an der Eingangshalle des Krippenhauses in der Barbarossastraße 62, Ecke Karl-Schrader-Straße 9–10, Berlin-Schöneberg |
| 1910       | Glasmosaiken nach Kartons von Max Friedrich Koch auf der Hohenzollerndammbrücke, Berlin-Wilmersdorf, „Aufbruch zur Jagd unter Kurfürst Joachim II. vom Jagdschloss Grunewald“ (1957 beim Brückenneubau abgetragen, 1963 restauriert und an der Straßenfassade des Seniorenwohnheims Königsallee 15 etwas verändert angebracht) und „Übergabe der Stadt Teltow“ (1950 abgerissen und zerstört) |
| 1911       | Mosaik im Fußgängereingang zum St. Pauli-Elbtunnel, Hamburg |
| 1912–1914  | Stadtbad Neukölln, Wandmosaiken, Berlin-Neukölln |
| 1956       | Goldmosaiken am Eingang des Kaufhauses des Westens, Tauentzienstraße, Berlin-Schöneberg |

### Profanbauten – Innendekorationen
| 1896       | Urnenschrein im Ausstellungsgebäude des Vereins für Feuerbestattung zur Berliner Gewerbeausstellung im Treptower Park, später als Urnenhalle genutzt: Rückwand mit in Glasmosaik ausgeführter, zart abgestimmter allegorischer Darstellung (1940 abgerissen)                                          |
| 1902–1906  | Glasmosaiken nach Entwürfen von August Oetken in der Elisabeth-Kemenate der Wartburg, Eisenach |
| 1907       | Kassenhalle der Preußischen Centralgenossenschaftskasse, Hinter dem Gießhaus 3, Berlin-Mitte |
| 1911       | Haus Vaterland, Balkonmosaiken im Cafe Picadilly, Berlin-Mitte (zerstört) |
| 1913       | Marmorhaus, Berlin, expressionistische Glasdecke im Foyer nach Entwurf von César Klein (nicht erhalten) |
| 1914       | Wandverkleidung im Ornamentsaal von Bruno Tauts Glashaus an der Kölner Werkbundausstellung (nicht erhalten) |
| 1915       | Kuppelmosaiken nach Entwürfen von Max Unold im Museum Wiesbaden, Wiesbaden |
| 1923       | Goldener Saal des Stockholmer Stadthauses, Stockholm |
| 1926       | Treppenhausverglasung nach Entwürfen von Josef Albers des Grassimuseums, Leipzig, Rekonstruktion der im Zweiten Weltkrieg zerstörte Verglasung 2011 durch die Glasmalerei Peters |
| 1926       | Glasfenster und Glasdecken nach Entwürfen von César Klein in der Weißwäsche-Abteilung des Kaufhauses Wertheim, Leipziger Platz, Berlin-Mitte (zerstört) |
| 1926/19270 | Glasdecke nach Entwurf von Albert Croll in der neuen Kassenhalle der Dresdner Bank, Französische Ecke Markgrafenstraße, Berlin (zerstört) |
| 1927       | Treppenhausverglasung Ullstein-Druckhaus, Mariendorfer Damm, Berlin-Tempelhof (Verglasung zerstört) |
| 1927/1928  | Hotel Excelsior, Berlin, Deckenmosaiken der Badeanlagen beim Umbau durch Johann Emil Schaudt (zerstört) |
| 1927/1928  | Barfenster mit Darstellung von Kakadus in der Bar „Kakadu“, Joachimstaler Straße 10, Berlin-Charlottenburg (zerstört) |
| 1930       | Treppenhausverglasung, Kaufhaus Ramelow (Architekt: Fritz Ebhardt) in Stendal, erhalten |
| 1935       | Haus der Kunst, München |
| 1936       | Reichsluftfahrtministerium, Berlin-Mitte |
| 1937       | Tribünenbau auf der Zeppelinwiese in Nürnberg |
| 1937       | Deutsches Haus an der Weltausstellung in Paris, abgebaut |
| 1937       | Mosaikböden und Goldplattenmosaiksäulen für Hermann Görings Anwesen Carinhall, zerstört |
| 1939       | Neue Reichskanzlei, Berlin-Mitte, zerstört |
| 1944       | Malhaus Apotheke Bruno Leiner, Konstanz, von Charles Crodel |
| 1957       | Glasmosaik für die XI. Triennale von Mailand nach einem Entwurf von Heinz Trökes. 1958/59 durch den Senat von Hamburg für die Volksschule an der Katharinenkirche angekauft. 2009/10 durch die Münchner Hofmanufaktur restauriert und umgesetzt. Neuer Standort: Katharinenschule, Hamburg-Hafencity. |
| 1959       | Kartäuserkirche (Köln), 1956–1959, von Charles Crodel |
| 1960       | Wandmosaik im U-Bahnhof Lohmühlenstraße, Hamburg |
| 1962/1963  | Großes Glasmosaik Sport nach einem Entwurf von Eduard Bargheer an der Fassade einer Sporthalle des damaligen Niedersachsenstadions in Hannover, bei deren Abriss wurde das Mosaik neben den Südeingang der heutigen HDI-Arena versetzt                                                                |

### Brunnen, Monumente und Grabmonumente

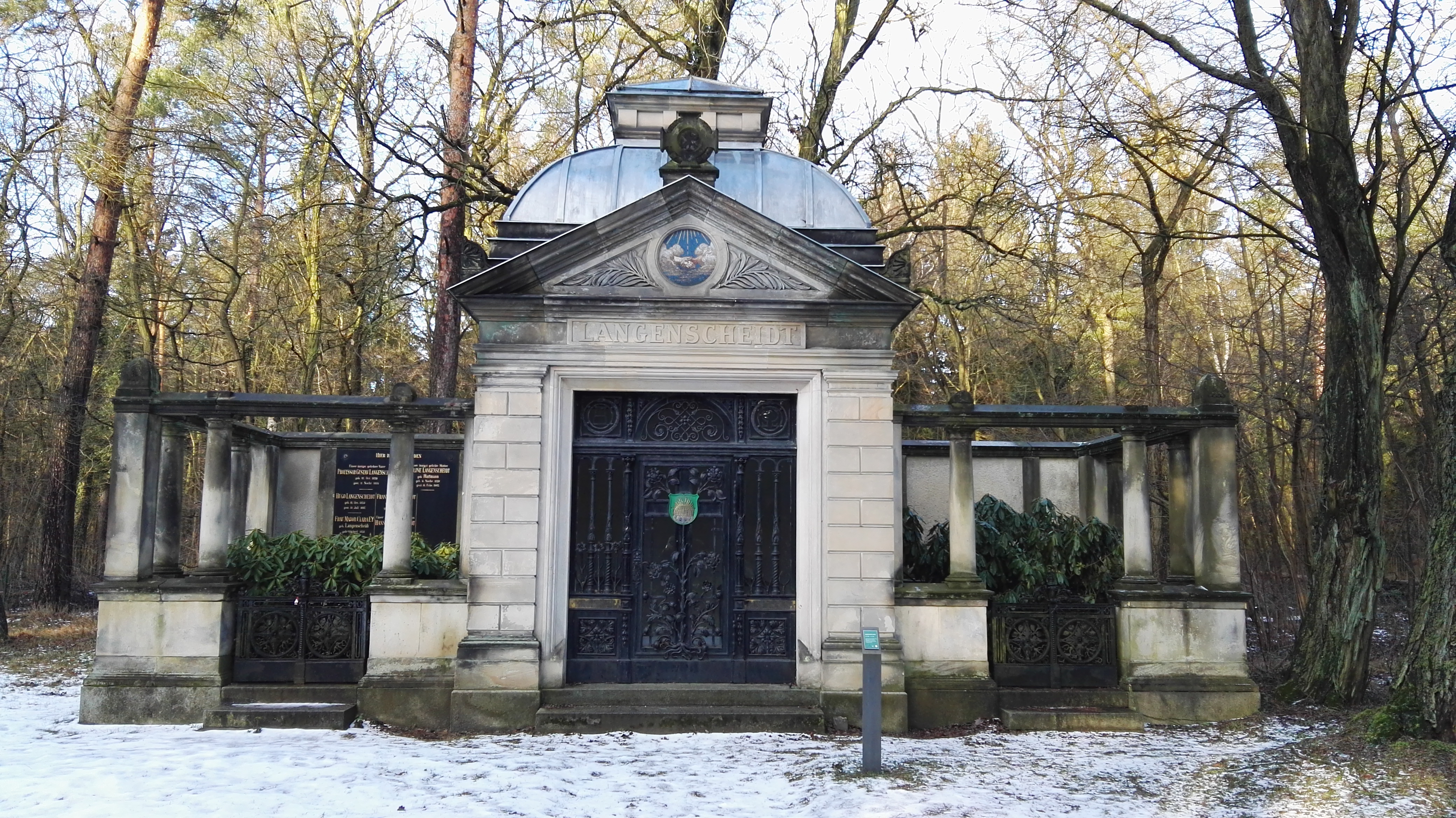
Mosaik am Mausoleum der Familie Langenscheidt

| 1895      | Drei-Kaiser-Gedächtnishalle des Leuchtturms in Kiel-Holtenau                                                                                |
| 1895      | Mosaik im Tympanon des Langenscheidt-Mausoleums auf dem Südwestkirchhof Stahnsdorf                                                          |
| 1897–1899 | Deckenmosaiken entworfen von August Oetken im Grunewaldturm, Berlin-Grunewald                                                               |
| 1900/1901 | Kaiserbrunnen, heute Deutscher Brunnen in Istanbul – Geschenk Kaiser Wilhelms II. an Sultan Abdülhamid II.                                  |
| 1916      | Mosaik eines Engels am Grabmal des Fabrikanten August Werner, nach Entwurf von Hermann Schaper, Stadtfriedhof Engesohde, Hannover,          |
| 1926      | Mosaikbrunnen für die Dresdner Gartenbauausstellung, entworfen von Hans Poelzig („Poelzig-Brunnen“), Großer Garten, Dresden                 |
| 1933      | Von Heinrich Jungbloedt gestaltete mosaikgeschmückte Nische hinter dem Katafalk im Krematorium Hamburg-Ohlsdorf (heute: „Bestattungsforum“) |
| 1939      | Soldatenturm im Reichsehrenmal Tannenberg, zerstört                                                                                         |
| 1966      | Mosaikbrunnen vor der Oper Köln auf dem Offenbachplatz, entworfen von Jürgen Hans Grümmer                                                   |

### Diverses
| 1929 | Ausstattung des Sonnendecks und der Brunnenwand im Schwimmbad für den Ozeandampfer Bremen und seines Schwesterschiffes Europa des Norddeutschen Lloyd, zerstört |
| 1938 | Ausstattung des KdF-Schiffes Wilhelm Gustloff, zerstört |